# I liga polska w piłce nożnej (2009/2010)/Wyniki spotkań
Rozgrywki polskiej I ligi piłkarskiej w latach 2009/2010 rozgrywane były w dwóch rundach – jesiennej (trwającej od 1 sierpnia 2009 do 31 października 2009) oraz wiosennej (trwającej od 7 listopada 2009 do 26 maja 2010). Jesienią odbyło się 171 spotkań (w tym dwie kolejki rewanżowe – 18 i 19), wiosną 135 spotkań (poczynając od 20. kolejki).

## Runda jesienna

### 1. kolejka (1-3 sierpnia)
| 1 sierpnia 2009 17:00 | MKS Kluczbork · Waldemar Sobota 19' | 1:21:1 | GKP Gorzów Wielkopolski · 31' Mouhamadou Traoré · 75' (sam.) Krzysztof Stodoła | Stadion Miejski Kluczbork Widzów: 3 tys. Sędzia: Michał Zając |
|                       |                                     |        |                                                                                |                                                               |

| 1 sierpnia 2009 17:00 | Stal Stalowa Wola · Jurij Mychalczuk 90' | 1:40:2 | Dolcan Ząbki · 15' Grzegorz Lech · 30' 75' Maciej Tataj · 56' Benjamin Imeh | Stadion MOSiR Stalowa Wola Widzów: 3,5 tys. Sędzia: Paweł Pskit |
|                       |                                          |        |                                                                             |                                                                 |

| 1 sierpnia 2009 19:00 | Znicz Pruszków · Tomasz Chałas 23' | 1:1 | Wisła Płock · 39' Marcin Pacan | Stadion MZOS Pruszków Widzów: 1,8 tys. Sędzia: Wojciech Krztoń |
|                       |                                    |     |                                |                                                                |

| 1 sierpnia 2009 20:30 | Pogoń Szczecin · Piotr Petasz 64' · Mikołaj Lebedyński 74' 90' | 3:00:0 | GKS Katowice | Stadion Miejski im. Floriana Krygiera Szczecin Widzów: 12 tys. Sędzia: Piotr Wasilewski |
|                       |                                                                |        |              |                                                                                         |

| 2 sierpnia 2009 17:00 | Flota Świnoujście · Omar Jarun 7' · Sylwester Kret 82' | 2:01:0 | Motor Lublin | Stadion Miejski Świnoujście Widzów: 3 tys. Sędzia: Paweł Dreschel |
|                       |                                                        |        |              |                                                                   |

| 2 sierpnia 2009 17:00 | Sandecja Nowy Sącz · Dariusz Gawęcki 20' | 1:1 | Podbeskidzie Bielsko-Biała · 43' Damian Świerblewski | Stadion im. Ojca Władysława Augustynka Nowy Sącz Widzów: 4 tys. Sędzia: Mariusz Złotek |
|                       |                                          |     |                                                      |                                                                                        |

| 2 sierpnia 2009 17:30 | Górnik Łęczna | 0:20:1 | Widzew Łódź · 22' (k) Marcin Robak · 82' Piotr Kuklis | Stadion Górnika Łęczna Widzów: 4,5 tys. Sędzia: Grzegorz Stęchły |
|                       |               |        |                                                       |                                                                  |

| 3 sierpnia 2009 19:15 | Górnik Zabrze · Dawid Jarka 37' · Grzegorz Bonin 42' · Robert Szczot 66' | 3:12:1 | KSZO Ostrowiec Świętokrzyski · 18' Hubert Robaszek | Stadion im. Ernesta Pohla Zabrze Widzów: 15 tys. Sędzia: Jacek Walczyński |
|                       |                                                                          |        |                                                    |                                                                           |

| 19 sierpnia 2009 19:00 | ŁKS Łódź · Adrian Świątek 33' | 1:0 | Warta Poznań | Stadion MOSiR Łódź Widzów: 5 tys. Sędzia: Marcin Roguski |
|                        |                               |     |              |                                                          |

### 2. kolejka (7-10 sierpnia)
| 7 sierpnia 2009 19:00 | GKS Katowice · Mateusz Sroka 2' · Piotr Plewnia 75' | 2:01:0 | Znicz Pruszków | Stadion GKS Katowice Widzów: 5 tys. Sędzia: Łukasz Bartosik |
|                       |                                                     |        |                |                                                             |

| 8 sierpnia 2009 17:00 | Flota Świnoujście · Damian Staniszewski 26' · Łukasz Polak 31' · Sylwester Kret 83' | 3:02:0 | Sandecja Nowy Sącz | Stadion Miejski Świnoujście Widzów: 2,5 tys. Sędzia: Tomasz Cwalina |
|                       |                                                                                     |        |                    |                                                                     |

| 8 sierpnia 2009 17:00 | Podbeskidzie Bielsko-Biała · Piotr Rocki 7' | 1:1 | MKS Kluczbork · 10' (sam.) Martin Matúš | Stadion Miejski Bielsko-Biała Widzów: 3 tys. Sędzia: Łukasz Śmietanka |
|                       |                                             |     |                                         |                                                                       |

| 8 sierpnia 2009 17:00 | Stal Stalowa Wola | 0:10:0 | Widzew Łódź · 62' Marcin Robak | Stadion MOSiR Stalowa Wola Widzów: 5 tys. Sędzia: Tomasz Musiał |
|                       |                   |        |                                |                                                                 |

| 8 sierpnia 2009 17:00 | Dolcan Ząbki | 0:0 | ŁKS Łódź | Stadion Dolcanu Ząbki Widzów: 1,5 tys. Sędzia: Erwin Paterek |
|                       |              |     |          |                                                              |

| 8 sierpnia 2009 17:00 | Motor Lublin · Wojciech Białek 76' | 1:40:2 | Warta Poznań · 14' 43' 78' Marcin Klatt · 50' Arkadiusz Miklosik | Stadion MOSiR Bystrzyca Lublin Widzów: 1,5 tys. Sędzia: Rafał Greń |
|                       |                                    |        |                                                                  |                                                                    |

| 8 sierpnia 2009 18:00 | GKP Gorzów Wielkopolski · Mouhamadou Traoré 67' | 1:00:0 | Pogoń Szczecin | Stadion OSiR Gorzów Wielkopolski Widzów: 5 tys. Sędzia: Tomasz Grabowski |
|                       |                                                 |        |                |                                                                          |

| 8 sierpnia 2009 20:00 | KSZO Ostrowiec Świętokrzyski · Hubert Robaszek 14' · Adam Cieśliński 20' (k) | 2:0 | Górnik Łęczna | Miejski Stadion Sportowy „KSZO” Ostrowiec Świętokrzyski Widzów: 4 tys. Sędzia: Andrzej Mrowiec |
|                       |                                                                              |     |               |                                                                                                |

| 10 sierpnia 2009 19:15 | Wisła Płock · Mateusz Żytko 86' (k) | 1:20:1 | Górnik Zabrze · 25' Przemysław Pitry · 84' Robert Szczot | Stadion im. Kazimierza Górskiego Płock Widzów: 3,5 tys. Sędzia: Michał Mularczyk |
|                        |                                     |        |                                                          |                                                                                  |

### 3. kolejka (14-16 sierpnia)
| 14 sierpnia 2009 19:10 | Widzew Łódź · Adrian Budka 58' · Radosław Matusiak 60' | 2:10:0 | ŁKS Łódź · 49' Mariusz Mowlik | Stadion im. Ludwika Sobolewskiego Łódź Widzów: 9 tys. Sędzia: Piotr Wasielewski |
|                        |                                                        |        |                               |                                                                                 |

| 15 sierpnia 2009 17:00 | Stal Stalowa Wola · Ihor Mihałewskyj 9' | 1:1 | KSZO Ostrowiec Świętokrzyski · 37' Marcin Folc | Stadion MOSiR Stalowa Wola Widzów: 4 tys. Sędzia: Tomasz Wajda |
|                        |                                         |     |                                                |                                                                |

| 15 sierpnia 2009 17:00 | Warta Poznań · Piotr Reiss 45' | 1:1 | Dolcan Ząbki · 9' Maciej Tataj | Stadion przy Drodze Dębińskiej Poznań Widzów: 2,5 tys. Sędzia: Marcin Słupiński |
|                        |                                |     |                                |                                                                                 |

| 15 sierpnia 2009 17:00 | Sandecja Nowy Sącz · Dariusz Zawadzki 26' (k) · Przemysław Żmuda 80' (sam.) | 2:01:0 | Motor Lublin | Stadion im. Ojca Władysława Augustynka Nowy Sącz Widzów: 4,2 tys. Sędzia: Radosław Trochimiuk |
|                        |                                                                             |        |              |                                                                                               |

| 15 sierpnia 2009 17:00 | MKS Kluczbork | 0:20:1 | Flota Świnoujście · 32' Rafał Andraszak · 85' Krzysztof Rusinek | Stadion Miejski Kluczbork Widzów: 2,8 tys. Sędzia: Paweł Raczkowski |
|                        |               |        |                                                                 |                                                                     |

| 15 sierpnia 2009 19:00 | Pogoń Szczecin · Olgierd Moskalewicz 14' · Piotr Prędota 82' | 2:21:1 | Podbeskidzie Bielsko-Biała · 45' Sławomir Cienciała · 90' Juraj Dančík | Stadion Miejski im. Floriana Krygiera Szczecin Widzów: 10,7 tys. Sędzia: Wojciech Krztoń |
|                        |                                                              |        |                                                                        |                                                                                          |

| 16 sierpnia 2009 14:00 | Górnik Zabrze · Paweł Strąk 23' · Aleš Besta 29' | 2:0 | GKS Katowice | Stadion im. Ernesta Pohla Zabrze Widzów: 23 tys. Sędzia: Jacek Zygmunt |
|                        |                                                  |     |              |                                                                        |

| 16 sierpnia 2009 17:00 | Górnik Łęczna | 0:30:2 | Wisła Płock · 27' 37' 75' Daniel Koczon | Stadion Górnika Łęczna Widzów: 1,5 tys. Sędzia: Michał Zając |
|                        |               |        |                                         |                                                              |

| 16 sierpnia 2009 19:00 | Znicz Pruszków · Kamil Majkowski 36' | 1:0 | GKP Gorzów Wielkopolski | Stadion MZOS Pruszków Widzów: 1,4 tys. Sędzia: Jacek Walczyński |
|                        |                                      |     |                         |                                                                 |

### 4. kolejka (22-24 sierpnia)
| 22 sierpnia 2009 17:00 | Motor Lublin | 0:0 | Dolcan Ząbki | Stadion MOSiR Bystrzyca Lublin Widzów: 1,2 tys. Sędzia: Mariusz Złotek |
|                        |              |     |              |                                                                        |

| 22 sierpnia 2009 17:00 | Podbeskidzie Bielsko-Biała · Piotr Bagnicki 73' | 1:10:0 | Znicz Pruszków · 89' (k) Paweł Kaczmarek | Stadion Miejski Bielsko-Biała Widzów: 2,5 tys. Sędzia: Michał Mularczyk |
|                        |                                                 |        |                                          |                                                                         |

| 22 sierpnia 2009 17:00 | Flota Świnoujście · Charles Uchenna Nwaogu 6' | 1:11:0 | Pogoń Szczecin · 82' Maksymilian Rogalski | Stadion Miejski Świnoujście Widzów: 5 tys. Sędzia: Marcin Roguski |
|                        |                                               |        |                                           |                                                                   |

| 22 sierpnia 2009 17:00 | Sandecja Nowy Sącz · Dariusz Gawęcki 45' · Dariusz Zawadzki 49' · Michał Jonczyk 68' · Piotr Chlipała 70' | 4:01:0 | MKS Kluczbork | Stadion im. Ojca Władysława Augustynka Nowy Sącz Widzów: 3,8 tys. Sędzia: Erwin Paterek |
|                        | |        |               |                                                                                         |

| 22 sierpnia 2009 17:30 | GKS Katowice | 0:0 | Górnik Łęczna | Stadion GKS Katowice Widzów: 4 tys. Sędzia: Paweł Pskit |
|                        |              |     |               |                                                         |

| 22 sierpnia 2009 17:30 | GKP Gorzów Wielkopolski · Łukasz Maliszewski 61' | 1:00:0 | Górnik Zabrze | Stadion OSiR Gorzów Wielkopolski Widzów: 4 tys. Sędzia: Paweł Dreschel |
|                        |                                                  |        |               |                                                                        |

| 22 sierpnia 2009 19:00 | Wisła Płock · Bartosz Wiśniewski 40' | 1:0 | Stal Stalowa Wola | Stadion im. Kazimierza Górskiego Płock Widzów: 2 tys. Sędzia: Marcin Słupiński |
|                        |                                      |     |                   |                                                                                |

| 23 sierpnia 2009 19:15 | Widzew Łódź · Darvydas Šernas 85' | 1:00:0 | Warta Poznań | Stadion im. Ludwika Sobolewskiego Łódź Widzów: 6969 Sędzia: Tomasz Cwalina |
|                        |                                   |        |              |                                                                            |

| 24 sierpnia 2009 19:15 | KSZO Ostrowiec Świętokrzyski · Adam Cieśliński 84' | 1:00:0 | ŁKS Łódź | Miejski Stadion Sportowy „KSZO” Ostrowiec Świętokrzyski Widzów: 3,5 tys. Sędzia: Tomasz Musiał |
|                        |                                                    |        |          |                                                                                                |

### 5. kolejka (28-30 sierpnia)
| 28 sierpnia 2009 20:30 | Znicz Pruszków · Tomasz Chałas 38' | 1:21:1 | Flota Świnoujście · 20' 86' Charles Uchenna Nwaogu | Stadion MZOS Pruszków Widzów: 1,5 tys. Sędzia: Rafał Greń |
|                        |                                    |        |                                                    |                                                           |

| 29 sierpnia 2009 17:00 | MKS Kluczbork | 0:20:1 | Motor Lublin · 28' Marcin Popławski · 74' Wojciech Białek | Stadion Miejski Kluczbork Widzów: 1,8 tys. Sędzia: Grzegorz Stęchły |
|                        |               |        |                                                           |                                                                     |

| 29 sierpnia 2009 17:00 | Stal Stalowa Wola · Jurij Mychalczuk 90+3' | 1:20:2 | GKS Katowice · 23' (k) 39' Krzysztof Kaliciak | Stadion MOSiR Stalowa Wola Widzów: 1,5 tys. Sędzia: Tomasz Garbowski |
|                        |                                            |        |                                               |                                                                      |

| 29 sierpnia 2009 17:00 | Warta Poznań · Tomasz Magdziarz 11' (k) 55' (k) · Piotr Reiss 35' · Marcin Wojciechowski 63' · Marcin Klatt 66' · Jacek Kopaniarz 88' | 6:02:0 | KSZO Ostrowiec Świętokrzyski | Stadion przy Drodze Dębińskiej Poznań Widzów: 2 tys. Sędzia: Paweł Raczkowski |
|                        | |        |                              |                                                                               |

| 29 sierpnia 2009 17:00 | Dolcan Ząbki · Maciej Tataj 25' | 1:0 | Widzew Łódź | Stadion Dolcanu Ząbki Widzów: 1,5 tys. Sędzia: Jacek Zygmunt |
|                        |                                 |     |             |                                                              |

| 29 sierpnia 2009 19:00 | Pogoń Szczecin · Piotr Petasz 56' · Piotr Prędota 63' · Olgierd Moskalewicz 76' 83' | 4:00:0 | Sandecja Nowy Sącz | Stadion Miejski im. Floriana Krygiera Szczecin Widzów: 7,5 tys. Sędzia: Marcin Słupiński |
|                        |                                                                                     |        |                    |                                                                                          |

| 30 sierpnia 2009 15:30 | Górnik Zabrze · Aleš Besta 19' | 1:0 | Podbeskidzie Bielsko-Biała | Stadion im. Ernesta Pohla Zabrze Widzów: 16 tys. Sędzia: Marcin Roguski |
|                        |                                |     |                            |                                                                         |

| 30 sierpnia 2009 17:00 | Górnik Łęczna · Sławomir Nazaruk 13' 32' | 2:2 | GKP Gorzów Wielkopolski · 25' Paweł Kaczorowski · 45' Mateusz Piątkowski | Stadion Górnika Łęczna Widzów: 1,5 tys. Sędzia: Kenji Ogiya |
|                        |                                          |     |                                                                          |                                                             |

| 30 sierpnia 2009 18:00 | ŁKS Łódź · Adrian Świątek 62' | 1:00:0 | Wisła Płock | Stadion MOSiR Łódź Widzów: 5 tys. Sędzia: Łukasz Bartosik |
|                        |                               |        |             |                                                           |

### 6. kolejka (2 września)
| 2 września 2009 17:00 | MKS Kluczbork · Kamil Nitkiewicz 65' · Waldemar Sobota 90' | 2:00:0 | Pogoń Szczecin | Stadion Miejski Kluczbork Widzów: 2 tys. Sędzia: Paweł Pskit |
|                       |                                                            |        |                |                                                              |

| 2 września 2009 17:00 | Motor Lublin | 0:0 | Widzew Łódź | Stadion MOSiR Bystrzyca Lublin Widzów: 3,5 tys. Sędzia: Michał Zając |
|                       |              |     |             |                                                                      |

| 2 września 2009 17:00 | GKP Gorzów Wielkopolski | 0:0 | Stal Stalowa Wola | Stadion OSiR Gorzów Wielkopolski Widzów: 3 tys. Sędzia: Tomasz Cwalina |
|                       |                         |     |                   |                                                                        |

| 2 września 2009 17:00 | Flota Świnoujście | 0:0 | Górnik Zabrze | Stadion Miejski Świnoujście Widzów: 3 tys. Sędzia: Dawid Piasecki |
|                       |                   |     |               |                                                                   |

| 2 września 2009 17:00 | Sandecja Nowy Sącz · Maciej Bębenek 42' · Michał Jonczyk 53' · Arkadiusz Aleksander 56' | 3:11:1 | Znicz Pruszków · 39' Tomasz Chałas | Stadion im. Ojca Władysława Augustynka Nowy Sącz Widzów: 2,5 tys. Sędzia: Sebastian Jarzębak |
|                       |                                                                                         |        |                                    |                                                                                              |

| 2 września 2009 18:00 | KSZO Ostrowiec Świętokrzyski · Adrian Sobczyński 39' | 1:0 | Dolcan Ząbki | Miejski Stadion Sportowy „KSZO” Ostrowiec Świętokrzyski Widzów: 2,5 tys. Sędzia: Mirosław Górecki |
|                       |                                                      |     |              |                                                                                                   |

| 2 września 2009 19:00 | Wisła Płock · Mateusz Żytko 90' (k) | 1:10:1 | Warta Poznań · 19' Paweł Iwanicki | Stadion im. Kazimierza Górskiego Płock Widzów: 2 tys. Sędzia: Włodzimierz Bartos |
|                       |                                     |        |                                   |                                                                                  |

| 2 września 2009 19:00 | GKS Katowice · Krzysztof Kaliciak 11' · Bartosz Iwan 38' · Grzegorz Goncerz 45' 79' | 4:13:0 | ŁKS Łódź · 50' Janusz Wolański | Stadion GKS Katowice Widzów: 7,5 tys. Sędzia: Mariusz Trofimiec |
|                       |                                                                                     |        |                                |                                                                 |

| 2 września 2009 19:15 | Podbeskidzie Bielsko-Biała · Damian Świerblewski 50' · Damian Chmiel 90' | 2:20:1 | Górnik Łęczna · 31' Janusz Surdykowski · 87' Bartłomiej Niedziela | Stadion Miejski Bielsko-Biała Widzów: 3,2 tys. Sędzia: Tomasz Musiał |
|                       |                                                                          |        |                                                                   |                                                                      |

### 7. kolejka (5-7 września)
| 5 września 2009 15:00 | Warta Poznań · Marcin Klatt 45' 48' · Piotr Reiss 70' | 3:31:2 | GKS Katowice · 15' Krzysztof Kaliciak · 38' 67' Bartosz Iwan | Stadion przy Drodze Dębińskiej Poznań Widzów: 1 tys. Sędzia: Paweł Dreschel |
|                       |                                                       |        |                                                              |                                                                             |

| 5 września 2009 16:00 | Dolcan Ząbki · Marcin Hirsz 25' · Benjamin Imeh 45' · Grzegorz Lech 70' | 3:12:1 | Wisła Płock · 4' Daniel Koczon | Stadion Dolcanu Ząbki Widzów: 0,8 tys. Sędzia: Daniel Stefański |
|                       |                                                                         |        |                                |                                                                 |

| 5 września 2009 16:00 | Stal Stalowa Wola · Ihor Mihałewskyj 3' · Krzysztof Trela 28' | 2:42:1 | Podbeskidzie Bielsko-Biała · 45' 65' (k) Dariusz Kołodziej · 70' Sylwester Patejuk · 78' Damian Świerblewski | Stadion MOSiR Stalowa Wola Widzów: 1 tys. Sędzia: Erwin Paterek |
|                       |                                                               |        | |                                                                 |

| 5 września 2009 17:00 | ŁKS Łódź · Łukasz Gikiewicz 58' · Rafał Kujawa 61' | 2:10:1 | GKP Gorzów Wielkopolski · 35' Adam Czerkas | Stadion MOSiR Łódź Widzów: 3,5 tys. Sędzia: Adam Lyczmański |
|                       |                                                    |        |                                            |                                                             |

| 5 września 2009 17:30 | Znicz Pruszków · Paweł Kaczmarek 45' (k) · Norbert Jędrzejczyk 90' | 2:01:0 | MKS Kluczbork | Stadion MZOS Pruszków Widzów: 1 tys. Sędzia: Jacek Zygmunt |
|                       |                                                                    |        |               |                                                            |

| 6 września 2009 17:00 | Górnik Łęczna · Wallace Benevente 8' | 1:0 | Flota Świnoujście | Stadion Górnika Łęczna Widzów: 1,2 tys. Sędzia: Tomasz Wajda |
|                       |                                      |     |                   |                                                              |

| 6 września 2009 18:00 | Górnik Zabrze · Michał Pazdan 18' | 1:0 | Sandecja Nowy Sącz | Stadion im. Ernesta Pohla Zabrze Widzów: 15 tys. Sędzia: Radosław Trochimiuk |
|                       |                                   |     |                    |                                                                              |

| 6 września 2009 18:00 | Pogoń Szczecin · Maciej Mysiak 27' · Marcin Nowak 42' | 2:0 | Motor Lublin | Stadion Miejski im. Floriana Krygiera Szczecin Widzów: 5 tys. Sędzia: Michał Mularczyk |
|                       |                                                       |     |              |                                                                                        |

| 7 września 2009 18:45 | Widzew Łódź · Marcin Robak 28' | 1:11:0 | KSZO Ostrowiec Świętokrzyski · 51' Marcin Kajca | Stadion im. Ludwika Sobolewskiego Łódź Widzów: 6350 Sędzia: Piotr Siedlecki |
|                       |                                |        |                                                 |                                                                             |

### 8. kolejka (11-13 września)
| 11 września 2009 19:00 | GKS Katowice | 0:0 | Dolcan Ząbki | Stadion GKS Katowice Widzów: 4 tys. Sędzia: Jacek Walczyński |
|                        |              |     |              |                                                              |

| 11 września 2009 19:10 | Widzew Łódź · Piotr Grzelczak 42' · Mindaugas Panka 43' · Łukasz Grzeszczyk 68' | 3:02:0 | Wisła Płock | Stadion im. Ludwika Sobolewskiego Łódź Widzów: 6630 Sędzia: Mariusz Trofimiec |
|                        |                                                                                 |        |             |                                                                               |

| 12 września 2009 13:00 | MKS Kluczbork | 0:1 | Górnik Zabrze · 34' Przemysław Pitry | Stadion Miejski Kluczbork Widzów: 3 tys. Sędzia: Szymon Marciniak |
|                        |               |     |                                      |                                                                   |

| 12 września 2009 16:00 | Motor Lublin · Wojciech Białek 21' 87' | 2:21:1 | KSZO Ostrowiec Świętokrzyski · 45' Marcin Folc · 76' Krystian Kanarski | Stadion MOSiR Bystrzyca Lublin Widzów: 1,5 tys. Sędzia: Jarosław Chmiel |
|                        |                                        |        |                                                                        |                                                                         |

| 12 września 2009 16:00 | Sandecja Nowy Sącz · Dariusz Gawęcki 21' · Dariusz Zawadzki 79' | 2:21:1 | Górnik Łęczna · 10' Rafał Niżnik · 77' Sławomir Nazaruk | Stadion im. Ojca Władysława Augustynka Nowy Sącz Widzów: 3,5 tys. Sędzia: Rafał Greń |
|                        |                                                                 |        |                                                         |                                                                                      |

| 12 września 2009 17:00 | GKP Gorzów Wielkopolski · Łukasz Maliszewski 61' · Brain Marcellinus Obem 78' | 2:00:0 | Warta Poznań | Stadion OSiR Gorzów Wielkopolski Widzów: 3 tys. Sędzia: Michał Zając |
|                        |                                                                               |        |              |                                                                      |

| 12 września 2009 18:00 | Pogoń Szczecin · Olgierd Moskalewicz 40' | 1:0 | Znicz Pruszków | Stadion Miejski im. Floriana Krygiera Szczecin Widzów: 6 tys. Sędzia: Tomasz Cwalina |
|                        |                                          |     |                |                                                                                      |

| 12 września 2009 19:00 | Podbeskidzie Bielsko-Biała · Sylwester Patejuk 44' · Martin Matúš 79' | 2:11:1 | ŁKS Łódź · 45' Rafał Kujawa | Stadion Miejski Bielsko-Biała Widzów: 3,2 tys. Sędzia: Adam Kajzer |
|                        |                                                                       |        |                             |                                                                    |

| 13 września 2009 12:00 | Flota Świnoujście · Chi Fon 35' | 1:0 | Stal Stalowa Wola | Stadion Miejski Świnoujście Widzów: 1,5 tys. Sędzia: Piotr Wasilewski |
|                        |                                 |     |                   |                                                                       |

### 9. kolejka (15-17 września)
| 15 września 2009 19:10 | Widzew Łódź · Marcin Robak 6' · Mateusz Sroka 38' (sam.) | 2:12:0 | GKS Katowice · 86' Grzegorz Górski | Stadion im. Ludwika Sobolewskiego, Łódź Widzów: 6780 Sędzia: Wojciech Krztoń |
|                        |                                                          |        |                                    |                                                                              |

| 16 września 2009 16.00 | Dolcan Ząbki · Maciej Tataj 58' 78' 90' | 3:10:0 | GKP Gorzów Wielkopolski · 71' Paweł Kaczorowski | Stadion Dolcanu, Ząbki Widzów: 450 Sędzia: Tomasz Musiał |
|                        |                                         |        |                                                 |                                                          |

| 16 września 2009 16:00 | Stal Stalowa Wola · Cezary Czpak 69' · Jaromir Wieprzęć 74' | 2:00:0 | Sandecja Nowy Sącz | Stadion MOSiR, Stalowa Wola Widzów: 2 tys. Sędzia: Paweł Raczkowski |
|                        |                                                             |        |                    |                                                                     |

| 16 września 2009 16.00 | Górnik Zabrze · Bartłomiej Niedziela 60' 72' | 2:10:0 | MKS Kluczbork · 62' Rafał Niziołek | Stadion Górnika, Łęczna Widzów: 1 tys. Sędzia: Łukasz Bartosik |
|                        |                                              |        |                                    |                                                                |

| 16 września 2009 16:00 | Warta Poznań · Piotr Reiss 19' 86' · Marcin Wojciechowski 32' · Marcin Klatt 45' | 4:13:1 | Podbeskidzie Bielsko-Biała · 1' Sylwester Patejuk | Stadion przy Drodze Dębińskiej, Poznań Widzów: 0,5 tys. Sędzia: Michał Mularczyk |
|                        |                                                                                  |        |                                                   |                                                                                  |

| 16 września 2009 18.00 | KSZO Ostrowiec Świętokrzyski · Marcin Folc 80' | 1:10:0 | Wisła Płock · 54' Bartosz Wiśniewski | Miejski Stadion Sportowy „KSZO”, Ostrowiec Świętokrzyski Widzów: 2 tys. Sędzia: Mariusz Złotek |
|                        |                                                |        |                                      |                                                                                                |

| 16 września 2009 18:30 | Górnik Zabrze · Damian Gorawski 81' | 1:30:1 | Pogoń Szczecin · 45' Olgierd Moskalewicz · 87' Krzysztof Hrymowicz · 90' Krzysztof Przytuła | Stadion im. Ernesta Pohla, Zabrze Widzów: 13 tys. Sędzia: Daniel Stefański |
|                        |                                     |        |                                                                                             |                                                                            |

| 16 września 2009 19.00 | Znicz Pruszków · Adrian Kasztelan 53' · Artur Januszewski 85' | 2:00:0 | Motor Lublin | Stadion MZOS, Pruszków Widzów: 0,6 tys. Sędzia: Paweł Pskit |
|                        |                                                               |        |              |                                                             |

| 17 września 2009 19:00 | ŁKS Łódź · Łukasz Gikiewicz 60' | 1:10:1 | Flota Świnoujście · 5' Ferdinand Chi Fon | Stadion MOSiR, Łódź Widzów: 4 tys. Sędzia: Grzegorz Stęchły |
|                        |                                 |        |                                          |                                                             |

### 10. kolejka (19-20 września)
| 19 września 2009 16:00 | MKS Kluczbork · Tomasz Kazimierowicz 70' · Kamil Nitkiewicz 79' · Arkadiusz Półchłopek 88' | 3:00:0 | Stal Stalowa Wola | Stadion Miejski Kluczbork Widzów: 1,8 tys. Sędzia: Jarosław Chmiel |
|                        |                                                                                            |        |                   |                                                                    |

| 19 września 2009 16:15 | GKP Gorzów Wielkopolski | 0:0 | Widzew Łódź | Stadion OSiR Gorzów Wielkopolski Widzów: 5 tys. Sędzia: Marcin Roguski |
|                        |                         |     |             |                                                                        |

| 19 września 2009 19:00 | Podbeskidzie Bielsko-Biała · Łukasz Kanik 2' · Sylwester Patejuk 43' · Clemence Matawu 67' · Piotr Malinowski 82' | 4:02:0 | Dolcan Ząbki | Stadion Miejski Bielsko-Biała Widzów: 2,5 tys. Sędzia: Mariusz Trofimiec |
|                        | |        |              |                                                                          |

| 19 września 2009 19:00 | Pogoń Szczecin · Piotr Petasz 45' 78' | 2:21:1 | Górnik Łęczna · 26' Sławomir Nazaruk · 66' Krzysztof Kazimierczak | Stadion Miejski im. Floriana Krygiera Szczecin Widzów: 8 tys. Sędzia: Mariusz Podgórski |
|                        |                                       |        |                                                                   |                                                                                         |

| 20 września 2009 16:00 | Flota Świnoujście · Sławomir Mazurkiewicz 30' | 1:11:0 | Warta Poznań · 64' Piotr Reiss | Stadion Miejski Świnoujście Widzów: 1,5 tys. Sędzia: Marcin Słupiński |
|                        |                                               |        |                                |                                                                       |

| 20 września 2009 16:00 | Sandecja Nowy Sącz · Piotr Bania 13' · Dariusz Gawęcki 24' · Arkadiusz Aleksander 80' · Michał Jonczyk 90' | 4:12:0 | ŁKS Łódź · 83' Łukasz Gikiewicz | Stadion im. Ojca Władysława Augustynka Nowy Sącz Widzów: 4,8 tys. Sędzia: Marek Karkut |
|                        | |        |                                 |                                                                                        |

| 20 września 2009 17:00 | Wisła Płock · Daniel Koczon 4' | 1:1 | Motor Lublin · 30' Przemysław Żmuda | Stadion im. Kazimierza Górskiego Płock Widzów: 1 tys. Sędzia: Jacek Zygmunt |
|                        |                                |     |                                     |                                                                             |

| 20 września 2009 19:00 | Znicz Pruszków | 0:0 | Górnik Zabrze | Stadion MZOS Pruszków Widzów: 1,8 tys. Sędzia: Włodzimierz Bartoś |
|                        |                |     |               |                                                                   |

| 13 października 2009 19:00 | GKS Katowice · Bartosz Iwan 31' · Krzysztof Kaliciak 43' 73' · Gražvydas Mikulėnas 83' | 4:12:0 | KSZO Ostrowiec Świętokrzyski · 47' Mikołaj Skórnicki | Stadion GKS Katowice Widzów: 2 tys. Sędzia: Erwin Paterek |
|                            |                                                                                        |        |                                                      |                                                           |

### 11. kolejka (26-27 września)
| 26 września 2009 15:00 | Dolcan Ząbki · Piotr Kosiorowski 71' 86' (k) · Dariusz Dadacz 90' | 3:00:0 | Flota Świnoujście | Stadion Dolcanu Ząbki Widzów: 0,6 tys. Sędzia: Łukasz Bartosik |
|                        |                                                                   |        |                   |                                                                |

| 26 września 2009 16:00 | Stal Stalowa Wola | 0:0 | Pogoń Szczecin | Stadion MOSiR Stalowa Wola Widzów: 3 tys. Sędzia: Michał Zając |
|                        |                   |     |                |                                                                |

| 26 września 2009 16:00 | Warta Poznań · Marcin Klatt 47' | 1:00:0 | Sandecja Nowy Sącz | Stadion przy Drodze Dębińskiej Poznań Widzów: 1,5 tys. Sędzia: Tomasz Wajda |
|                        |                                 |        |                    |                                                                             |

| 26 września 2009 18:00 | KSZO Ostrowiec Świętokrzyski | 0:1 | GKP Gorzów Wielkopolski · 42' Łukasz Maliszewski | Miejski Stadion Sportowy „KSZO” Ostrowiec Świętokrzyski Widzów: 3 tys. Sędzia: Rafał Greń |
|                        |                              |     |                                                  |                                                                                           |

| 26 września 2009 19:00 | Wisła Płock · Daniel Koczon 20' · Bartłomiej Sielewski 43' · Sławomir Jarczyk 85' | 3:32:3 | GKS Katowice · 23' Krzysztof Kaliciak · 30' Grzegorz Goncerz · 34' Bartosz Iwan | Stadion im: Kazimierza Górskiego Płock Widzów: 1 tys. Sędzia: Grzegorz Stęchły |
|                        |                                                                                   |        |                                                                                 |                                                                                |

| 26 września 2009 20:00 | Górnik Zabrze · Aleš Besta 53' · Grzegorz Bonin 89' | 2:10:1 | Motor Lublin · 30' Michał Maciejewski | Stadion im: Ernesta Pohla Zabrze Widzów: 9 tys. Sędzia: Tomasz Musiał |
|                        |                                                     |        |                                       |                                                                       |

| 27 września 2009 16.00 | Górnik Łęczna · Préjuce Nakoulma 51' · Sławomir Nazaruk 56' | 2:10:1 | Znicz Pruszków · 8' Paweł Kaczmarek | Stadion Górnika Łęczna Widzów: 1 tys. Sędzia: Mariusz Złotek |
|                        |                                                             |        |                                     |                                                              |

| 27 września 2009 20:15 | Podbeskidzie Bielsko-Biała | 0:10:0 | Widzew Łódź · 56' Marcin Robak | Stadion Miejski Bielsko-Biała Widzów: 3,2 tys. Sędzia: Paweł Raczkowski |
|                        |                            |        |                                |                                                                         |

| 13 października 2009 19:00 | ŁKS Łódź | 0:0 | MKS Kluczbork | Stadion MOSiR Łódź Widzów: 3,5 tys. Sędzia: Tomasz Musiał |
|                            |          |     |               |                                                           |

### 12. kolejka (30 września)
| 30 września 2009 15:00 | Sandecja Nowy Sącz · Dariusz Gawęcki 67' · Maciej Bębenek 89' | 2:20:0 | Dolcan Ząbki · 69' 80' Grzegorz Lech | Stadion im. Ojca Władysława Augustynka Nowy Sącz Widzów: 2,2 tys. Sędzia: Włodzimierz Bartos |
|                        |                                                               |        |                                      |                                                                                              |

| 30 września 2009 16:00 | Motor Lublin | 0:20:0 | GKS Katowice · 67' Bartosz Iwan · 73' Krzysztof Kaliciak | Stadion MOSiR Bystrzyca Lublin Widzów: 1,5 tys. Sędzia: Łukasz Bartosik |
|                        |              |        |                                                          |                                                                         |

| 30 września 2009 16:00 | MKS Kluczbork · Tomasz Kazimierowicz 9' | 1:21:1 | Warta Poznań · 16' (k) Tomasz Magdziarz · 56' (sam.) Tomasz Jagieniak | Stadion Miejski Kluczbork Widzów: 1,5 tys. Sędzia: Artur Radziszewski |
|                        |                                         |        |                                                                       |                                                                       |

| 30 września 2009 18:00 | Górnik Zabrze · Michał Pazdan 75' | 1:00:0 | Górnik Łęczna | Stadion im. Ernesta Pohla Zabrze Widzów: 10 tys. Sędzia: Paweł Pskit |
|                        |                                   |        |               |                                                                      |

| 30 września 2009 18:15 | Pogoń Szczecin | 0:20:1 | ŁKS Łódź · 27' Rafał Kujawa · 63' Łukasz Gikiewicz | Stadion Miejski im. Floriana Krygiera Szczecin Widzów: 6 tys. Sędzia: Adam Lyczmański |
|                        |                |        |                                                    |                                                                                       |

| 30 września 2009 19:00 | Podbeskidzie Bielsko-Biała | 0:10:0 | KSZO Ostrowiec Świętokrzyski · 86' Piotr Wtorek | Stadion Miejski Bielsko-Biała Widzów: 2 tys. Sędzia: Jacek Zygmunt |
|                        |                            |        |                                                 |                                                                    |

| 7 października 2009 | GKP Gorzów Wielkopolski · Grzegorz Wan 2' | 1:11:0 | Wisła Płock · 90' (k) Bartłomiej Sielewski | Stadion OSiR Gorzów Wielkopolski Widzów: 1,5 tys. Sędzia: Piotr Wasielewski |
|                     |                                           |        |                                            |                                                                             |

| 20 października 2009 18:00 | Znicz Pruszków · Kacper Tatara 27' · Tomasz Feliksiak 63' | 2:11:0 | Stal Stalowa Wola · 64' Abel Salami | Stadion MZOS Pruszków Widzów: 0,5 tys. Sędzia: Erwin Paterek |
|                            |                                                           |        |                                     |                                                              |

| 22 października 2009 15:00 | Flota Świnoujście · Damian Staniszewski 45' | 1:11:0 | Widzew Łódź · 47' Darvydas Šernas | Stadion Miejski Świnoujście Widzów: 2 tys. Sędzia: Mariusz Podgórski |
|                            |                                             |        |                                   |                                                                      |

### 13. kolejka (3-6 października)
| 3 października 2009 15:00 | Stal Stalowa Wola · Bartłomiej Piszczek 45' | 1:31:2 | Górnik Zabrze · 4' 90' Przemysław Pitry · 33' Przemysław Kulig | Stadion MOSiR Stalowa Wola Widzów: 2 tys. Sędzia: Michał Mularczyk |
|                           |                                             |        |                                                                |                                                                    |

| 3 października 2009 15:00 | Warta Poznań · Marcin Klatt 3' | 1:21:1 | Pogoń Szczecin · 20' Piotr Prędota · 88' Piotr Dziuba | Stadion przy Drodze Dębińskiej Poznań Widzów: 2 tys. Sędzia: Radosław Trochimiuk |
|                           |                                |        |                                                       |                                                                                  |

| 3 października 2009 15:00 | Dolcan Ząbki · Marcin Korkuć 88' | 1:10:0 | MKS Kluczbork · 73' Waldemar Sobota | Stadion Dolcanu Ząbki Widzów: 1 tys. Sędzia: Paweł Dreschel |
|                           |                                  |        |                                     |                                                             |

| 3 października 2009 17:00 | GKS Katowice · Gabriel Nowak 13' | 1:1 | GKP Gorzów Wielkopolski · 38' Adam Czerkas | Stadion GKS Katowice Widzów: 4,5 tys. Sędzia: Paweł Raczkowski |
|                           |                                  |     |                                            |                                                                |

| 3 października 2009 18:00 | KSZO Ostrowiec Świętokrzyski · Łukasz Matuszczyk 5' · Marcin Folc 11' | 2:0 | Flota Świnoujście | Miejski Stadion Sportowy „KSZO” Ostrowiec Świętokrzyski Widzów: 2 tys. Sędzia: Jarosław Chmiel |
|                           |                                                                       |     |                   |                                                                                                |

| 3 października 2009 19:00 | Wisła Płock · Łukasz Masłowski 9' | 1:1 | Podbeskidzie Bielsko-Biała · 4' Ndabenkulu Ncube | Stadion im. Kazimierza Górskiego Płock Widzów: 1 tys. Sędzia: Wojciech Krztoń |
|                           |                                   |     |                                                  |                                                                               |

| 4 października 2009 15:00 | Górnik Łęczna · Préjuce Nakoulma 26' · Rafał Niżnik 60' · Radosław Bartoszewicz 71' | 3:01:0 | Motor Lublin | Stadion Górnika Łęczna Widzów: 4 tys. Sędzia: Marcin Roguski |
|                           |                                                                                     |        |              |                                                              |

| 5 października 2009 17:30 | Widzew Łódź · Marcin Robak 62' (k) | 1:00:0 | Sandecja Nowy Sącz | Stadion im. Ludwika Sobolewskiego Łódź Widzów: 5,4 tys. Sędzia: Mariusz Złotek |
|                           |                                    |        |                    |                                                                                |

| 6 października 2009 19:00 | ŁKS Łódź · Adrian Świątek 9' 12' · Damian Nawrocik 23' | 3:0 | Znicz Pruszków | Stadion MOSiR Łódź Widzów: 3,5 tys. Sędzia: Mariusz Podgórski |
|                           |                                                        |     |                |                                                               |

### 14. kolejka (10-12 października)
| 10 października 2009 15:00 | Motor Lublin | 0:10:0 | GKP Gorzów Wielkopolski · 50' (k) Grzegorz Wan | Stadion MOSiR Bystrzyca Lublin Widzów: 0,8 tys. Sędzia: Tomasz Garbowski |
|                            |              |        |                                                |                                                                          |

| 10 października 2009 15:00 | Sandecja Nowy Sącz · Arkadiusz Aleksander 40' 44' · Dariusz Gawędzki 89' | 3:02:0 | KSZO Ostrowiec Świętokrzyski | Stadion im. Ojca Władysława Augustynka Nowy Sącz Widzów: 3 tys. Sędzia: Grzegorz Stęchły |
|                            |                                                                          |        |                              |                                                                                          |

| 10 października 2009 15:00 | MKS Kluczbork · Marcin Adamczyk 54' · Michał Glanowski 90' | 2:00:0 | Widzew Łódź | Stadion Miejski Kluczbork Widzów: 3,5 tys. Sędzia: Rafał Greń |
|                            |                                                            |        |             |                                                               |

| 10 października 2009 15:00 | Górnik Zabrze · Paweł Strąk 89' | 1:10:1 | ŁKS Łódź · 26' Adrian Świątek | Stadion im. Ernesta Pohla Zabrze Widzów: 10 tys. Sędzia: Marek Karkut |
|                            |                                 |        |                               |                                                                       |

| 10 października 2009 15:30 | Flota Świnoujście · Damian Staniszewski 37' · Tadeusz Tyc 67' 88' | 3:11:1 | Wisła Płock · 22' Bartłomiej Sielewski | Stadion Miejski Świnoujście Widzów: 1,2 tys. Sędzia: Tomasz Cwalina |
|                            |                                                                   |        |                                        |                                                                     |

| 11 października 2009 15:00 | Górnik Łęczna · Paweł Głowacki 13' · Janusz Surdykowski 19' | 2:22:0 | Stal Stalowa Wola · 66' Cezary Czpak · 79' Krzysztof Trela | Stadion Górnika Łęczna Sędzia: Jarosław Chmiel |
|                            |                                                             |        |                                                            |                                                |

| 12 października 2009 19:15 | Pogoń Szczecin · Maksymilian Rogalski 19' · Piotr Dziuba 47' | 2:01:0 | Dolcan Ząbki | Stadion Miejski im. Floriana Krygiera Szczecin Sędzia: Dawid Piasecki |
|                            |                                                              |        |              |                                                                       |

| 4 listopada 2009 | Podbeskidzie Bielsko-Biała · Dariusz Kołodziej 34' | 1:31:0 | GKS Katowice · 54' Mateusz Kamiński · 60' Kamil Cholerzyński · 72' Grzegorz Goncerz | Stadion Miejski Bielsko-Biała Widzów: 1,2 tys. Sędzia: Sebastian Jarzębak |
|                  |                                                    |        |                                                                                     |                                                                           |

### 15. kolejka (17-19 października)
| 17 października 2009 14:30 | GKP Gorzów Wielkopolski · Michał Ilków-Gołąb 29' | 1:21:1 | Podbeskidzie Bielsko-Biała · 24' Dariusz Kołodziej · 90' Piotr Bagnicki | Stadion OSiR Gorzów Wielkopolski Widzów: 1,5 tys. Sędzia: Paweł Pskit |
|                            |                                                  |        |                                                                         |                                                                       |

| 17 października 2009 15:00 | Stal Stalowa Wola · Paweł Wasilewski 4' · Bartłomiej Piszczek 32' · Cezary Czpak 63' | 3:32:2 | Motor Lublin · 43' Marcin Syroka · 45' (sam.) Krystian Lebioda · 60' Grzegorz Wojdyga | Stadion MOSiR Stalowa Wola Widzów: 2 tys. Sędzia: Marcin Słupiński |
|                            |                                                                                      |        |                                                                                       |                                                                    |

| 17 października 2009 15:00 | Warta Poznań · Piotr Reiss 51' · Marcin Klatt 62' | 2:10:0 | Górnik Zabrze · 77' Mariusz Przybylski | Stadion przy Drodze Dębińskiej Poznań Widzów: 1 tys. Sędzia: Jacek Walczyński |
|                            |                                                   |        |                                        |                                                                               |

| 17 października 2009 15:00 | Dolcan Ząbki · Maciej Tataj 27' · Andrzej Stretowicz 86' | 2:11:1 | Znicz Pruszków · 17' (k) Paweł Kaczmarek | Stadion Dolcanu Ząbki Widzów: 0,5 tys. Sędzia: Marek Karkut |
|                            |                                                          |        |                                          |                                                             |

| 17 października 2009 15:00 | GKS Katowice · Bartosz Iwan 16' · Adrian Napierała 84' | 2:11:0 | Flota Świnoujście · 77' Damian Staniszewski | Stadion GKS Katowice Widzów: 3 tys. Sędzia: Mariusz Podgórski |
|                            |                                                        |        |                                             |                                                               |

| 17 października 2009 18:00 | KSZO Ostrowiec Świętokrzyski | 0:20:0 | MKS Kluczbork · 85' Waldemar Sobota · 89' Tomasz Kazimierowicz | Miejski Stadion Sportowy „KSZO” Ostrowiec Świętokrzyski Widzów: 2 tys. Sędzia: Tomasz Wajda |
|                            |                              |        |                                                                |                                                                                             |

| 17 października 2009 19:00 | ŁKS Łódź · Marcin Adamski 26' · Łukasz Gikiewicz 66' · Adrian Świątek 68' · Łukasz Gikiewicz 75' | 4:21:0 | Górnik Łęczna · 74' Rafał Niżnik · 84' Janusz Surdykowski | Stadion MOSiR Łódź Widzów: 4 tys. Sędzia: Michał Zając |
|                            |                                                                                                  |        |                                                           |                                                        |

| 17 października 2009 19:00 | Wisła Płock · Rafał Lasocki 77' · Bartłomiej Sielewski 83' (k) | 2:40:2 | Sandecja Nowy Sącz · 17' Rafał Berliński · 41' Maciej Bębenek · 64' Arkadiusz Aleksander · 90' Dariusz Zawadzki | Stadion im. Kazimierza Górskiego Płock Widzów: 0,4 tys. Sędzia: Erwin Paterek |
|                            |                                                                |        | |                                                                               |

| 19 października 2009 19:15 | Pogoń Szczecin · Olgierd Moskalewicz 45' | 1:2 | Widzew Łódź · 19' Darvydas Sernas · 45' Marcin Robak | Stadion Miejski im. Floriana Krygiera Szczecin Widzów: 7 tys. Sędzia: Szymon Marciniak |
|                            |                                          |     |                                                      |                                                                                        |

### 16. kolejka (24-25 października)
| 24 października 2009 14:00 | Motor Lublin · Rafał Król 59' | 1:10:0 | Podbeskidzie Bielsko-Biała · 80' Sylwester Patejuk | Stadion MOSiR Bystrzyca Lublin Widzów: 0,5 tys. Sędzia: Wojciech Krztoń |
|                            |                               |        |                                                    |                                                                         |

| 24 października 2009 14:00 | Sandecja Nowy Sącz · Dariusz Zawadzki 54' (k) | 1:00:0 | GKS Katowice | Stadion im. Ojca Władysława Augustynka Nowy Sącz Widzów: 3 tys. Sędzia: Tomasz Garbowski |
|                            |                                               |        |              |                                                                                          |

| 24 października 2009 15:00 | MKS Kluczbork | 0:0 | Wisła Płock | Stadion Miejski Kluczbork Widzów: 2,5 tys. Sędzia: Łukasz Bartosik |
|                            |               |     |             |                                                                    |

| 24 października 2009 15:00 | Stal Stalowa Wola · Paweł Wasilewski 23' · Krystian Lebioda 66' | 2:31:1 | ŁKS Łódź · 13' Damian Nawrocik · 57' Adrian Świątek · 72' Łukasz Gikiewicz | Stadion MOSiR Stalowa Wola Widzów: 1,5 tys. Sędzia: Piotr Wasielewski |
|                            |                                                                 |        |                                                                            |                                                                       |

| 24 października 2009 17:00 | Pogoń Szczecin · Olgierd Moskalewicz 22' · Piotr Petasz 59' | 2:11:1 | KSZO Ostrowiec Świętokrzyski · 31' Hubert Robaszek | Stadion Miejski im. Floriana Krygiera Szczecin Widzów: 4 tys. Sędzia: Marcin Roguski |
|                            |                                                             |        |                                                    |                                                                                      |

| 24 października 2009 17:00 | Górnik Zabrze · Robert Szczot 8' | 1:21:0 | Dolcan Ząbki · 55' Marcin Korkuć · 61' Maciej Tataj | Stadion im. Ernesta Pohla Zabrze Widzów: 7 tys. Sędzia: Michał Mularczyk |
|                            |                                  |        |                                                     |                                                                          |

| 25 października 2009 14:00 | Flota Świnoujście · Paweł Grocholski 12' (sam.) · Charles Uchenna Nwaogu 21' | 2:0 | GKP Gorzów Wielkopolski | Stadion Miejski Świnoujście Widzów: 1330 Sędzia: Szymon Marciniak |
|                            |                                                                              |     |                         |                                                                   |

| 25 października 2009 14:00 | Górnik Łęczna · Rafał Niżnik 64' (k) | 1:20:1 | Warta Poznań · 14' Piotr Reiss · 60' (k) Tomasz Magdziarz | Stadion Górnika Łęczna Widzów: 1 tys. Sędzia: Radosław Trochimiuk |
|                            |                                      |        |                                                           |                                                                   |

| 25 października 2009 20:05 | Widzew Łódź · Krzysztof Ostrowski 34' · Darvydas Šernas 37' 46' 66' · Mindaugas Panka 78' · Dudu Paraiba 84' 89' | 7:02:0 | Znicz Pruszków | Stadion im. Ludwika Sobolewskiego Łódź Widzów: 6340 Sędzia: Tomasz Musiał |
|                            | |        |                |                                                                           |

### 17. kolejka (30-31 października)
| 30 października 2009 17.00 | KSZO Ostrowiec Świętokrzyski · Łukasz Matuszczyk 45' | 1:0 | Znicz Pruszków | Miejski Stadion Sportowy „KSZO” Ostrowiec Świętokrzyski Widzów: 2 tys. Sędzia: Michał Mularczyk |
|                            |                                                      |     |                |                                                                                                 |

| 30 października 2009 18.00 | Wisła Płock | 0:1 | Pogoń Szczecin · 29' (sam.) Paweł Pęczak | Stadion im. Kazimierza Górskiego Płock Widzów: 2,5 tys. Sędzia: Paweł Dreschel |
|                            |             |     |                                          |                                                                                |

| 30 października 2009 19.00 | GKS Katowice | 0:1 | MKS Kluczbork · 16' Rafał Niziołek | Stadion GKS Katowice Widzów: 3 tys. Sędzia: Marcin Słupiński |
|                            |              |     |                                    |                                                              |

| 30 października 2009 19.00 | ŁKS Łódź · Adrian Świątek 31' · Marcin Adamski 40' · Mariusz Mowlik 74' (k) · Tomasz Hajto 76' · Janusz Wolański 78' | 5:22:0 | Motor Lublin · 71' 85' Wojciech Białek | Stadion MOSiR Łódź Widzów: 4,5 tys. Sędzia: Tomasz Cwalina |
|                            | |        |                                        |                                                            |

| 30 października 2009 20.00 | Górnik Zabrze | 0:1 | Widzew Łódź · 30' Piotr Grzelczak | Stadion im. Ernesta Pohla Zabrze Widzów: 15 tys. Sędzia: Piotr Siedlecki |
|                            |               |     |                                   |                                                                          |

| 31 października 2009 12.00 | GKP Gorzów Wielkopolski | 0:0 | Sandecja Nowy Sącz | Stadion OSiR Gorzów Wielkopolski Widzów: 1,2 tys. Sędzia: Paweł Raczkowski |
|                            |                         |     |                    |                                                                            |

| 31 października 2009 13.00 | Podbeskidzie Bielsko-Biała · Piotr Bagnicki 43' | 1:21:0 | Flota Świnoujście · 64' Sławomir Mazurkiewicz · 89' Damian Staniszewski | Stadion Miejski Bielsko-Biała Widzów: 1,5 tys. Sędzia: Grzegorz Stęchły |
|                            |                                                 |        |                                                                         |                                                                         |

| 31 października 2009 13.30 | Dolcan Ząbki · Maciej Tataj 11' 56' 64' · Marcin Stańczyk 31' | 4:02:0 | Górnik Łęczna | Stadion Dolcanu Ząbki Widzów: 0,4 tys. Sędzia: Rafał Greń |
|                            |                                                               |        |               |                                                           |

| 31 października 2009 14.00 | Warta Poznań | 0:0 | Stal Stalowa Wola | Stadion przy Drodze Dębińskiej Poznań Widzów: 1 tys. Sędzia: Michał Zając |
|                            |              |     |                   |                                                                           |

## Runda wiosenna

### 18. kolejka (6-8 listopada)
| 6 listopada 2009 19:10 | Widzew Łódź | 0:0 | Górnik Łęczna | Stadion im. Ludwika Sobolewskiego Łódź Widzów: 6,7 tys. Sędzia: Tomasz Garbowski |
|                        |             |     |               |                                                                                  |

| 7 listopada 2009 12:00 | GKP Gorzów Wielkopolski · Łukasz Maliszewski 71' | 1:10:1 | MKS Kluczbork · 32' Arkadiusz Półchłopek | Stadion OSiR Gorzów Wielkopolski Widzów: 1 tys. Sędzia: Jarosław Chmiel |
|                        |                                                  |        |                                          |                                                                         |

| 7 listopada 2009 12:00 | Motor Lublin · Marcin Syroka 83' | 1:10:0 | Flota Świnoujście · 52' (k) Charles Uchenna Nwaogu | Stadion MOSiR Bystrzyca Lublin Widzów: 0,6 tys. Sędzia: Tomasz Wajda |
|                        |                                  |        |                                                    |                                                                      |

| 7 listopada 2009 13:00 | Dolcan Ząbki · Andrzej Stretowicz 90' (k) | 1:10:1 | Stal Stalowa Wola · 38' Ihor Mihałewskyj | Stadion Dolcanu Ząbki Widzów: 0,6 tys. Sędzia: Tomasz Cwalina |
|                        |                                           |        |                                          |                                                               |

| 7 listopada 2009 13:45 | Warta Poznań · Piotr Reiss 3' | 1:2 | ŁKS Łódź · 28' Damian Nawrocik · 45' Krzysztof Mączyński | Stadion przy Drodze Dębińskiej Poznań Widzów: 1,5 tys. Sędzia: Rafał Greń |
|                        |                               |     |                                                          |                                                                           |

| 7 listopada 2009 17:00 | Podbeskidzie Bielsko-Biała · Piotr Malinowski 30' | 1:21:0 | Sandecja Nowy Sącz · 67' Arkadiusz Aleksander · 79' Dariusz Zawadzki | Stadion Miejski Bielsko-Biała Widzów: 1 tys. Sędzia: Marcin Roguski |
|                        |                                                   |        |                                                                      |                                                                     |

| 7 listopada 2009 17:00 | Wisła Płock · Mariusz Solecki 37' · Daniel Koczon 67' · Bartosz Wiśniewski 70' | 3:11:0 | Znicz Pruszków · 88' Artur Januszewski | Stadion im. Kazimierza Górskiego Płock Widzów: 1 tys. Sędzia: Paweł Pskit |
|                        |                                                                                |        |                                        |                                                                           |

| 7 listopada 2009 20:00 | GKS Katowice · Bartosz Iwan 43' · Krzysztof Kaliciak 84' | 2:21:0 | Pogoń Szczecin · 58' Piotr Petasz · 73' Olgierd Moskalewicz | Stadion GKS Katowice Widzów: 8 tys. Sędzia: Radosław Trochimiuk |
|                        |                                                          |        |                                                             |                                                                 |

| 8 listopada 2009 15:00 | KSZO Ostrowiec Świętokrzyski · Krystian Kanarski 33' · Radosław Kardas 89' | 2:11:0 | Górnik Zabrze · 64' Robert Trznadel | Miejski Stadion Sportowy „KSZO” Ostrowiec Świętokrzyski Widzów: 1,5 tys. Sędzia: Erwin Paterek |
|                        |                                                                            |        |                                     |                                                                                                |

### 19. kolejka (11-14 listopada)
| 11 listopada 2009 11.00 | Warta Poznań · Piotr Reiss 54, 83' | 2:00:0 | Motor Lublin | Stadion przy Drodze Dębińskiej Poznań Widzów: 1 tys. Sędzia: Paweł Dreschel |
|                         |                                    |        |              |                                                                             |

| 11 listopada 2009 13.00 | MKS Kluczbork · Rafał Niziołek 37' | 1:31:0 | Podbeskidzie Bielsko-Biała · 69' Piotr Bagnicki · 75' Bartłomiej Konieczny · 85' Piotr Rocki | Stadion Miejski Kluczbork Widzów: 2 tys. Sędzia: Mariusz Złotek |
|                         |                                    |        |                                                                                              |                                                                 |

| 11 listopada 2009 13.00 | Górnik Łęczna · Sławomir Nazaruk 8' · Janusz Surdykowski 20, 87' | 3:12:0 | KSZO Ostrowiec Świętokrzyski · 85' Krystian Kanarski | Stadion Górnika Łęczna Sędzia: Paweł Raczkowski |
|                         |                                                                  |        |                                                      |                                                 |

| 11 listopada 2009 17.00 | ŁKS Łódź · Damian Nawrocik 16' · Łukasz Gikiewicz 20' · Janusz Wolański 71' | 3:02:0 | Dolcan Ząbki | Stadion MOSiR Łódź Widzów: 6 tys. Sędzia: Wojciech Krztoń |
|                         |                                                                             |        |              |                                                           |

| 11 listopada 2009 17.00 | Górnik Zabrze · Grzegorz Bonin 5' | 1:11:0 | Wisła Płock · 57' Łukasz Masłowski | Stadion im. Ernesta Pohla Zabrze Widzów: bez udziału publiczności Sędzia: Łukasz Bartosik |
|                         |                                   |        |                                    |                                                                                           |

| 11 listopada 2009 17.00 | Znicz Pruszków | 0:20:0 | GKS Katowice · 67' Gražvydas Mikulėnas · 90' Grzegorz Goncerz | Stadion MZOS Pruszków Widzów: 0,8 tys. Sędzia: Grzegorz Stęchły |
|                         |                |        |                                                               |                                                                 |

| 11 listopada 2009 18.15 | Pogoń Szczecin · Maksymilian Rogalski 76' | 1:00:0 | GKP Gorzów Wielkopolski | Stadion Miejski im. Floriana Krygiera Szczecin Widzów: 8 tys. Sędzia: Piotr Wasilewski |
|                         |                                           |        |                         |                                                                                        |

| 14 listopada 2009 17.00 | Widzew Łódź · Marcin Robak 19' · Piotr Grzelczak 31' · Dudu 50' | 3:02:0 | Stal Stalowa Wola | Stadion im. Ludwika Sobolewskiego Łódź Widzów: 7450 Sędzia: Tomasz Wajda |
|                         |                                                                 |        |                   |                                                                          |

| 21 listopada 2009 12.00 | Sandecja Nowy Sącz · Dariusz Gawęcki 32' | 1:0 | Flota Świnoujście | Stadion im. Ojca Władysława Augustynka Nowy Sącz Widzów: 3 tys. Sędzia: Jacek Zygmunt |
|                         |                                          |     |                   |                                                                                       |

### 20. kolejka (6-7 marca)
| 6 marca 2010 14.00 | Dolcan Ząbki · Marcin Stańczyk 78' (k) | 1:20:0 | Warta Poznań · 64' Damian Seweryn · 89' (k) Piotr Reiss | Stadion Dolcanu Ząbki Widzów: 550 Sędzia: Tomasz Garbowski |
|                    |                                        |        |                                                         |                                                            |

| 6 marca 2010 15.00 | GKP Gorzów Wielkopolski · Paweł Grocholski 10' · Michał Ilków-Gołąb 88' | 2:21:0 | Znicz Pruszków · 84' Kamil Biliński · 90' Piotr Klepczarek | Stadion OSiR Gorzów Wielkopolski Widzów: 2 tys. Sędzia: Marcin Słupiński |
|                    |                                                                         |        |                                                            |                                                                          |

| 6 marca 2010 17.00 | Podbeskidzie Bielsko-Biała | 0:0 | Pogoń Szczecin | Stadion Miejski Bielsko-Biała Widzów: 2,5 tys. Sędzia: Tomasz Musiał |
|                    |                            |     |                |                                                                      |

| 6 marca 2010 17.00 | KSZO Ostrowiec Świętokrzyski · Krystian Kanarski 44' · Adrian Frańczak 75' | 2:01:0 | Stal Stalowa Wola | Miejski Stadion Sportowy „KSZO” Ostrowiec Świętokrzyski Widzów: 1,2 tys. Sędzia: Tomasz Musiał |
|                    |                                                                            |        |                   |                                                                                                |

| 6 marca 2010 18.00 | Wisła Płock · Daniel Koczon 14', 24' · Rafał Grzelak 28' | 3:13:0 | Górnik Łęczna · 53' Kamil Oziemczuk | Stadion im. Kazimierza Górskiego Płock Widzów: 2572 Sędzia: Rafał Greń |
|                    |                                                          |        |                                     |                                                                        |

| 7 marca 2010 12.00 | Motor Lublin · Wojciech Białek 49' | 1:40:3 | Sandecja Nowy Sącz · 13' Michał Jonczyk · 20' Grzegorz Kmiecik · 40' Rudolf Urban · 67' Maciej Bębenek | Stadion MOSiR Bystrzyca Lublin Widzów: 2,5 tys. Sędzia: Jacek Zygmunt |
|                    |                                    |        | |                                                                       |

| 7 marca 2010 18.05 | GKS Katowice | 0:0 | Górnik Zabrze | Stadion GKS Katowice Widzów: 7 tys. Sędzia: Artur Radziszewski |
|                    |              |     |               |                                                                |

| 7 marca 2010 20.15 | ŁKS Łódź · Rafał Kujawa 31' | 1:41:2 | Widzew Łódź · 41' Darvydas Šernas · 43' Mindaugas Panka · 82' Łukasz Broź · 90' Marcin Robak | Stadion MOSiR Łódź Widzów: 6,5 tys. Sędzia: Sebastian Jarzębak |
|                    |                             |        |                                                                                              |                                                                |

| 31 marca 2010 | Flota Świnoujście · Marcin Staniek 77' | 1:40:2 | MKS Kluczbork · 7', 66' Tomasz Kazimierowicz · 27' Arkadiusz Półchłopek · 53' (k) Tomasz Copik | Stadion Miejski Świnoujście Widzów: 0,8 tys. Sędzia: Piotr Wasielewski |
|               |                                        |        |                                                                                                |                                                                        |

### 21. kolejka (12-14 marca)
| 12 marca 2010 19.00 | Pogoń Szczecin | 0:0 | Flota Świnoujście | Stadion Miejski im. Floriana Krygiera Szczecin, Polska Widzów: 9 tys. Sędzia: Dawid Piasecki |
|                     |                |     |                   |                                                                                              |

| 13 marca 2010 14.00 | Dolcan Ząbki | 0:1 | Motor Lublin · 29' Wojciech Białek | Stadion MOSiR Bystrzyca Lublin Widzów: 0,8 tys. Sędzia: Grzegorz Stęchły |
|                     |              |     |                                    |                                                                          |

| 13 marca 2010 15.00 | Warta Poznań | 0:20:0 | Widzew Łódź · 61' Marcin Robak · 71' Darvydas Šernas | Stadion przy Drodze Dębińskiej Poznań Widzów: 2,2 tys. Sędzia: Jarosław Chmiel |
|                     |              |        |                                                      |                                                                                |

| 13 marca 2010 15.00 | MKS Kluczbork · Arkadiusz Półchłopek 49' | 1:10:1 | Sandecja Nowy Sącz · 26' Dariusz Gawęcki | Stadion Miejski Kluczbork Widzów: 1,3 tys. Sędzia: Michał Zając |
|                     |                                          |        |                                          |                                                                 |

| 13 marca 2010 17.00 | ŁKS Łódź · Łukasz Gikiewicz 12' | 1:0 | KSZO Ostrowiec Świętokrzyski | Stadion MOSiR Łódź Widzów: bez publiczności Sędzia: Mariusz Złotek |
|                     |                                 |     |                              |                                                                    |

| 13 marca 2010 19.00 | Górnik Łęczna · Préjuce Nakoulma 25' | 1:0 | GKS Katowice | Stadion Górnika Łęczna Widzów: 2 tys. Sędzia: Michał Mularczyk |
|                     |                                      |     |              |                                                                |

| 14 marca 2010 18.00 | Znicz Pruszków | 0:10:0 | Podbeskidzie Bielsko-Biała · 87' Piotr Bagnicki | Stadion MZOS Pruszków Widzów: 0,8 tys. Sędzia: Jacek Walczyński |
|                     |                |        |                                                 |                                                                 |

| 14 marca 2010 18.05 | Górnik Zabrze · Konrad Cebula 84' | 1:00:0 | GKP Gorzów Wielkopolski | Stadion im. Ernesta Pohla Zabrze Widzów: 7 tys. Sędzia: Radosław Trochimiuk |
|                     |                                   |        |                         |                                                                             |

| 21 kwietnia 2010 | Stal Stalowa Wola | 0:10:0 | Wisła Płock · 89' Tomasz Grudzień | Stadion MOSiR Stalowa Wola Widzów: 1 tys. Sędzia: Tomasz Wajda |
|                  |                   |        |                                   |                                                                |

### 22. kolejka (20 marca)
| 20 marca 2010 14.00 | Motor Lublin · Rafał Król 27' | 1:0 | MKS Kluczbork | Stadion MOSiR Bystrzyca Lublin Widzów: 2 tys. Sędzia: Mariusz Złotek |
|                     |                               |     |               |                                                                      |

| 20 marca 2010 14.00 | Sandecja Nowy Sącz · Rudolf Urban 31' · Grzegorz Kmiecik 53' · Martin Hloušek 55' | 3:11:0 | Pogoń Szczecin · 66' Olgierd Moskalewicz | Stadion im. Ojca Władysława Augustynka Nowy Sącz Widzów: 5 tys. Sędzia: Erwin Paterek |
|                     |                                                                                   |        |                                          |                                                                                       |

| 20 marca 2010 15.00 | GKP Gorzów Wielkopolski · Adrian Łuszkiewicz 75' | 1:00:0 | Górnik Łęczna | Stadion OSiR Gorzów Wielkopolski Widzów: 1,7 tys. Sędzia: Paweł Wasielewski |
|                     |                                                  |        |               |                                                                             |

| 20 marca 2010 15.30 | Flota Świnoujście · Damian Staniszewski 41' (k) | 1:21:1 | Znicz Pruszków · 29', 63' (k) Tomasz Feliksiak | Stadion Miejski Świnoujście Widzów: 1,5 tys. Sędzia: Paweł Pskit |
|                     |                                                 |        |                                                |                                                                  |

| 20 marca 2010 17.00 | Podbeskidzie Bielsko-Biała | 0:1 | Górnik Zabrze · 3' Marcin Wodecki | Stadion Miejski Bielsko-Biała Widzów: 3,2 tys. Sędzia: Tomasz Garbowski |
|                     |                            |     |                                   |                                                                         |

| 20 marca 2010 17.00 | GKS Katowice · Adrian Napierała 90+4' | 1:10:1 | Stal Stalowa Wola · 33' Krystian Lebioda | Stadion GKS Katowice Widzów: 5 tys. Sędzia: Marcin Słupiński |
|                     |                                       |        |                                          |                                                              |

| 20 marca 2010 17.00 | KSZO Ostrowiec Świętokrzyski · Adam Cieśliński 36', 90' | 2:11:1 | Warta Poznań · 8' Tomasz Bekas | Miejski Stadion Sportowy „KSZO” Ostrowiec Świętokrzyski Widzów: 1,8 tys. Sędzia: Marcin Roguski |
|                     |                                                         |        |                                |                                                                                                 |

| 20 marca 2010 17.15 | Widzew Łódź · Mindaugas Panka 31' · Marcin Robak 76' (k) · Dejan Milošeski 88' | 3:01:0 | Dolcan Ząbki | Stadion im. Ludwika Sobolewskiego Łódź Widzów: 7 tys. Sędzia: Jacek Zygmunt |
|                     |                                                                                |        |              |                                                                             |

| 20 marca 2010 19.00 | Wisła Płock · Marcin Nowacki 53' (k) | 1:20:2 | ŁKS Łódź · 41' Pavol Baláž · 45' Rafał Kujawa | Stadion im. Kazimierza Górskiego Płock Widzów: 4 tys. Sędzia: Mariusz Trofimiec |
|                     |                                      |        |                                               |                                                                                 |

### 23. kolejka (26-28 marca)
| 26 marca 2010 19.00 | Górnik Zabrze · Mariusz Przybylski 49' | 1:10:1 | Flota Świnoujście · 19' (k) Charles Uchenna Nwaogu | Stadion im. Ernesta Pohla Zabrze Widzów: 7038 Sędzia: Paweł Raczkowski |
|                     |                                        |        |                                                    |                                                                        |

| 27 marca 2010 15.00 | Dolcan Ząbki | 0:0 | KSZO Ostrowiec Świętokrzyski | Stadion Dolcanu Ząbki Widzów: 350 Sędzia: Jacek Walczyński |
|                     |              |     |                              |                                                            |

| 27 marca 2010 15.00 | Warta Poznań · Damian Seweryn 72' · Tomasz Bekas 88' | 2:00:0 | Wisła Płock | Stadion przy Drodze Dębińskiej Poznań Widzów: 350 Sędzia: Tomasz Musiał |
|                     |                                                      |        |             |                                                                         |

| 27 marca 2010 15.00 | Stal Stalowa Wola | 0:10:0 | GKP Gorzów Wielkopolski · 89' Michał Ilków-Gołąb | Stadion MOSiR Stalowa Wola Widzów: 1,5 tys. Sędzia: Michał Zając |
|                     |                   |        |                                                  |                                                                  |

| 27 marca 2010 17.00 | Widzew Łódź · Dudu Paraíba 58' | 1:10:0 | Motor Lublin · 51' (k) Michał Maciejewski | Stadion im. Ludwika Sobolewskiego Łódź Widzów: 8023 Sędzia: Tomasz Wajda |
|                     |                                |        |                                           |                                                                          |

| 27 marca 2010 19.00 | Górnik Łęczna · Veljko Nikitović 44' · Rafał Niżnik 81' | 2:01:0 | Podbeskidzie Bielsko-Biała | Stadion Górnika Łęczna Widzów: 1 tys. Sędzia: Rafał Greń |
|                     |                                                         |        |                            |                                                          |

| 28 marca 2010 18.00 | Znicz Pruszków · Kamil Biliński 54' | 1:00:0 | Sandecja Nowy Sącz | Stadion MZOS Pruszków Widzów: 1,1 tys. Sędzia: Erwin Paterek |
|                     |                                     |        |                    |                                                              |

| 28 marca 2010 18.05 | ŁKS Łódź · Adrian Napierała 39' (o.g.) | 1:21:1 | GKS Katowice · 22' Kamil Cholerzyński · 64' Paweł Buśkiewicz | Stadion MOSiR Łódź Widzów: 6 tys. Sędzia: Radosław Trochimiuk |
|                     |                                        |        |                                                              |                                                               |

| 28 marca 2010 18.30 | Pogoń Szczecin | 0:10:0 | MKS Kluczbork · 52' Arkadiusz Półchłopek | Stadion Miejski im. Floriana Krygiera Szczecin Widzów: 7 tys. Sędzia: Michał Mularczyk |
|                     |                |        |                                          |                                                                                        |

### 24. kolejka (1-3 kwietnia)
| 1 kwietnia 2010 18.00 | KSZO Ostrowiec Świętokrzyski | 0:2 | Widzew Łódź · 16' Krzysztof Ostrowski · 27' Piotr Kuklis | Miejski Stadion Sportowy „KSZO” Ostrowiec Świętokrzyski Widzów: 2,5 tys. Sędzia: Piotr Siedlecki |
|                       |                              |     |                                                          |                                                                                                  |

| 2 kwietnia 2010 16.30 | Wisła Płock · Daniel Koczon 34', 67' · Bartłomiej Sielewski 75' (k) | 3:11:0 | Dolcan Ząbki · 86' (k) Piotr Kosiorowski | Stadion im. Kazimierza Górskiego Płock Widzów: bez udziału publiczności Sędzia: Wojciech Krztoń |
|                       |                                                                     |        |                                          |                                                                                                 |

| 2 kwietnia 2010 19.15 | GKS Katowice · Paweł Buśkiewicz 57' · Jakub Dziółka 80' | 2:00:0 | Warta Poznań | Stadion GKS Katowice Widzów: 3 tys. Sędzia: Grzegorz Stęchły |
|                       |                                                         |        |              |                                                              |

| 3 kwietnia 2010 14.00 | Motor Lublin · Marek Fundakowski 12', 54' · Kamil Hempel 23' | 3:22:1 | Pogoń Szczecin · 41', 58' Olgierd Moskalewicz | Stadion MOSiR Bystrzyca Lublin Widzów: 3 tys. Sędzia: Paweł Pskit |
|                       |                                                              |        |                                               |                                                                   |

| 3 kwietnia 2010 15.00 | Sandecja Nowy Sącz · Ján Fröhlich 62' · Rudolf Urban 73' | 2:10:1 | Górnik Zabrze · 24' Tomasz Zahorski | Stadion im. Ojca Władysława Augustynka Nowy Sącz Widzów: 7 tys. Sędzia: Mariusz Złotek |
|                       |                                                          |        |                                     |                                                                                        |

| 3 kwietnia 2010 15.30 | Flota Świnoujście | 0:1 | Górnik Łęczna · 12' Préjuce Nakoulma | Stadion Miejski Świnoujście Widzów: 1,2 tys. Sędzia: Tomasz Garbowski |
|                       |                   |     |                                      |                                                                       |

| 3 kwietnia 2010 16.00 | MKS Kluczbork · Tomasz Kazimierowicz 59' | 1:00:0 | Znicz Pruszków | Stadion Miejski Kluczbork Widzów: 2,5 tys. Sędzia: Robert Małek |
|                       |                                          |        |                |                                                                 |

| 3 kwietnia 2010 16.00 | Podbeskidzie Bielsko-Biała · Sylwester Patejuk 70' · Dariusz Kołodziej 83' (k) | 2:20:1 | Stal Stalowa Wola · 16' Daniel Treściński · 79' Paweł Wasilewski | Stadion Miejski Bielsko-Biała Widzów: 1,5 tys. Sędzia: Włodzimierz Bartos |
|                       |                                                                                |        |                                                                  |                                                                           |

| 3 kwietnia 2010 16.00 | GKP Gorzów Wielkopolski · Sebastian Janusiński 60' | 1:20:0 | ŁKS Łódź · 64' Łukasz Gikiewicz · 86' Rafał Kujawa | Stadion OSiR Gorzów Wielkopolski Widzów: 4,5 tys. Sędzia: Paweł Dreschel |
|                       |                                                    |        |                                                    |                                                                          |

### 25. kolejka (9-12 kwietnia)
| 9 kwietnia 2010 19.00 | Wisła Płock | 0:1 | Widzew Łódź · 37' Piotr Grzelczak | Stadion im. Kazimierza Górskiego Płock Widzów: 3 tys. Sędzia: Adam Lyczmański |
|                       |             |     |                                   |                                                                               |

| 28 kwietnia 2010 16.00 | Warta Poznań · Krzysztof Ziemniak 44' (o.g.) · Damian Pawlak 73' | 2:31:0 | GKP Gorzów Wielkopolski · 72' Mateusz Piątkowski · 80' Maciej Truszczyński · 90' Michał Ilków-Gołąb | Stadion przy Drodze Dębińskiej Poznań Widzów: 350 Sędzia: Marcin Słupiński |
|                        |                                                                  |        | |                                                                            |

| 28 kwietnia 2010 16.00 | Stal Stalowa Wola · Paweł Wasilewski 12' · Cezary Czpak 90+3' | 2:01:0 | Flota Świnoujście | Stadion MOSiR Stalowa Wola Widzów: 0,5 tys. Sędzia: Jarosław Chmiel |
|                        |                                                               |        |                   |                                                                     |

| 28 kwietnia 2010 17.00 | Dolcan Ząbki · Dariusz Dadacz 6' · Michał Zapaśnik 16' · Jakub Kabala 55' | 3:22:1 | GKS Katowice · 18' (o.g.) Robert Stawicki · 67' Łukasz Wijas | Stadion Dolcanu Ząbki Widzów: 0,7 tys. Sędzia: Tomasz Musiał |
|                        |                                                                           |        |                                                              |                                                              |

| 28 kwietnia 2010 18.00 | KSZO Ostrowiec Świętokrzyski · Łukasz Matuszczyk 81' | 1:00:0 | Motor Lublin | Miejski Stadion Sportowy „KSZO” Ostrowiec Świętokrzyski Widzów: 1 tys. Sędzia: Radosław Trochimiuk |
|                        |                                                      |        |              | |

| 28 kwietnia 2010 18.00 | Górnik Zabrze · Adrian Świątek 13', 77' · Tomasz Zahorski 65' | 3:21:1 | MKS Kluczbork · 28', 89' Waldemar Sobota | Stadion im. Ernesta Pohla Zabrze Widzów: 8 tys. Sędzia: Wojciech Krztoń |
|                        |                                                               |        |                                          |                                                                         |

| 28 kwietnia 2010 19.00 | ŁKS Łódź · Rafał Kujawa 11' · Artur Gieraga 18' | 2:22:1 | Podbeskidzie Bielsko-Biała · 5' Clemence Matawu · 61' Dariusz Kołodziej | Stadion MOSiR Łódź Widzów: 3 tys. Sędzia: Mariusz Złotek |
|                        |                                                 |        |                                                                         |                                                          |

| 28 kwietnia 2010 19.00 | Górnik Łęczna | 0:10:0 | Sandecja Nowy Sącz · 69' Arkadiusz Aleksander | Stadion Górnika Łęczna Widzów: 1 tys. Sędzia: Paweł Raczkowski |
|                        |               |        |                                               |                                                                |

| 28 kwietnia 2010 20.00 | Znicz Pruszków | 0:0 | Pogoń Szczecin | Stadion MZOS Pruszków Widzów: 1 tys. Sędzia: Sebastian Jarzębak |
|                        |                |     |                |                                                                 |

### 26. kolejka (16-18 kwietnia)
| 12 maja 2010 16.30 | Sandecja Nowy Sącz · Michał Jonczyk 6' · Ján Fröhlich 59' · Dariusz Gawęcki 86' | 3:01:0 | Stal Stalowa Wola | Stadion im. Ojca Władysława Augustynka Nowy Sącz Widzów: 2,5 tys. Sędzia: Piotr Wasielewski |
|                    |                                                                                 |        |                   |                                                                                             |

| 12 maja 2010 17.00 | GKP Gorzów Wielkopolski · Emil Drozdowicz 31', 86' · Robert Sing 90' | 3:01:0 | Dolcan Ząbki | Stadion OSiR Gorzów Wielkopolski Widzów: 1 tys. Sędzia: Tomasz Wajda |
|                    |                                                                      |        |              |                                                                      |

| 12 maja 2010 17.00 | Motor Lublin · João Carlos 86' | 1:10:0 | Znicz Pruszków · 60' Tomasz Chałas | Stadion MOSiR Bystrzyca Lublin Widzów: 0,6 tys. Sędzia: Michał Zając |
|                    |                                |        |                                    |                                                                      |

| 12 maja 2010 17.30 | MKS Kluczbork | 0:0 | Górnik Łęczna | Stadion Miejski Kluczbork Widzów: 1,5 tys. Sędzia: Jacek Zygmunt |
|                    |               |     |               |                                                                  |

| 12 maja 2010 18.00 | GKS Katowice | 0:30:1 | Widzew Łódź · 34', 54' Tomasz Lisowski · 90' Marcin Robak | Stadion GKS Katowice Widzów: 5,5 tys. Sędzia: Marcin Roguski |
|                    |              |        |                                                           |                                                              |

| 12 maja 2010 19.00 | Podbeskidzie Bielsko-Biała · Sylwester Patejuk 13' · Tomasz Górkiewicz 42' · Łukasz Matusiak 90' | 3:02:0 | Warta Poznań | Stadion Miejski Bielsko-Biała Widzów: 1,5 tys. Sędzia: Michał Mularczyk |
|                    |                                                                                                  |        |              |                                                                         |

| 12 maja 2010 19.00 | Wisła Płock · Bartłomiej Sielewski 3' | 1:3 | KSZO Ostrowiec Świętokrzyski · 25' Adam Cieśliński · 31' Krystian Kanarski · 36' Jakub Cieciura | Stadion im. Kazimierza Górskiego Płock Widzów: 2 tys. Sędzia: Erwin Paterek |
|                    |                                       |     |                                                                                                 |                                                                             |

| 12 maja 2010 20.15 | Pogoń Szczecin | 0:20:0 | Górnik Zabrze · 67' Adrian Świątek · 74' Mariusz Przybylski | Stadion Miejski im. Floriana Krygiera Szczecin Widzów: 9 tys. Sędzia: Jarosław Chmiel |
|                    |                |        |                                                             |                                                                                       |

| 13 maja 2010 17.00 | Flota Świnoujście · Charles Uchenna Nwaogu 57' | 1:00:0 | ŁKS Łódź | Stadion Miejski Świnoujście Widzów: 1,8 tys. Sędzia: Paweł Dreschel |
|                    |                                                |        |          |                                                                     |

### 27. kolejka (23-24 kwietnia)
| 23 kwietnia 2010 19.10 | Widzew Łódź · Marcin Robak 27' · Darvydas Šernas 55' | 2:01:0 | GKP Gorzów Wielkopolski | Stadion im. Ludwika Sobolewskiego Łódź Widzów: 7 tys. Sędzia: Paweł Raczkowski |
|                        |                                                      |        |                         |                                                                                |

| 24 kwietnia 2010 12.00 | Warta Poznań · Dawid Kubowicz 5' (o.g.) · Piotr Reiss 64' | 2:01:0 | Flota Świnoujście | Stadion przy Drodze Dębińskiej Poznań Widzów: 950 Sędzia: Marcin Roguski |
|                        |                                                           |        |                   |                                                                          |

| 24 kwietnia 2010 16.00 | Dolcan Ząbki | 0:30:2 | Podbeskidzie Bielsko-Biała · 21' Piotr Bagnicki · 35' Clemence Matawu · 55' Piotr Malinowski | Stadion Dolcanu Ząbki Widzów: 200 Sędzia: Michał Mularczyk |
|                        |              |        |                                                                                              |                                                            |

| 24 kwietnia 2010 16.00 | Stal Stalowa Wola · Paweł Wasilewski 2' · Krzysztof Trela 68' | 2:21:1 | MKS Kluczbork · 32' (k) Waldemar Sobota · 75' Paweł Odrzywolski | Stadion MOSiR Stalowa Wola Widzów: 0,8 tys. Sędzia: Erwin Paterek |
|                        |                                                               |        |                                                                 |                                                                   |

| 24 kwietnia 2010 17.00 | Motor Lublin · Rafał Król 3' · Michał Maciejewski 38' (k) · Wojciech Białek 43' | 3:43:1 | Wisła Płock · 40' Łukasz Sekulski · 53', 60' Mariusz Solecki · 90' Marcin Nowacki | Stadion MOSiR Bystrzyca Lublin Widzów: 2 tys. Sędzia: Grzegorz Stęchły |
|                        |                                                                                 |        |                                                                                   |                                                                        |

| 24 kwietnia 2010 18.00 | KSZO Ostrowiec Świętokrzyski · Marcin Folc 77' | 1:10:1 | GKS Katowice · 28' Bartłomiej Dudzic | Miejski Stadion Sportowy „KSZO” Ostrowiec Świętokrzyski Widzów: 1,3 tys. Sędzia: Mariusz Złotek |
|                        |                                                |        |                                      |                                                                                                 |

| 24 kwietnia 2010 19.00 | Górnik Łęczna | 0:30:2 | Pogoń Szczecin · 8' (o.g.) Piotr Karwan · 39', 63' Marcin Klatt | Stadion Górnika Łęczna Widzów: 2 tys. Sędzia: Wojciech Krztoń |
|                        |               |        |                                                                 |                                                               |

| 24 kwietnia 2010 19.00 | Górnik Zabrze · Tomasz Zahorski 29' · Grzegorz Bonin 54' | 2:01:0 | Znicz Pruszków | Stadion im. Ernesta Pohla Zabrze Widzów: 7 tys. Sędzia: Paweł Pskit |
|                        |                                                          |        |                |                                                                     |

| 24 kwietnia 2010 20.15 | ŁKS Łódź · Tomasz Hajto 90' | 1:30:1 | Sandecja Nowy Sącz · 15' Dariusz Gawęcki · 50' Maciej Bębenek · 88' Michał Jonczyk | Stadion MOSiR Łódź Widzów: 4,5 tys. Sędzia: Tomasz Garbowski |
|                        |                             |        |                                                                                    |                                                              |

### 28. kolejka (1-2 maja)
| 1 maja 2010 16.00 | MKS Kluczbork | 0:0 | ŁKS Łódź | Stadion Miejski Kluczbork Widzów: 3 tys. Sędzia: Marek Karkut |
|                   |               |     |          |                                                               |

| 1 maja 2010 16.00 | Sandecja Nowy Sącz · Arkadiusz Aleksander 23' | 1:1 | Warta Poznań · 33' Szymon Kaźmierowski | Stadion im. Ojca Władysława Augustynka Nowy Sącz Widzów: 5 tys. Sędzia: Tomasz Wajda |
|                   |                                               |     |                                        |                                                                                      |

| 1 maja 2010 17.00 | Motor Lublin | 0:30:0 | Górnik Zabrze · 50' Tomasz Zahorski · 77', 78' Adrian Świątek | Stadion MOSiR Bystrzyca Lublin Widzów: 2 tys. Sędzia: Rafał Greń |
|                   |              |        |                                                               |                                                                  |

| 1 maja 2010 17.00 | Flota Świnoujście · Sławomir Mazurkiewicz 55' | 1:00:0 | Dolcan Ząbki | Stadion Miejski Świnoujście Widzów: 1 tys. Sędzia: Marcin Słupiński |
|                   |                                               |        |              |                                                                     |

| 1 maja 2010 17.00 | GKP Gorzów Wielkopolski · Mateusz Machaj 62' | 1:10:0 | KSZO Ostrowiec Świętokrzyski · 58' Marcin Folc | Stadion OSiR Gorzów Wielkopolski Widzów: 1 tys. Sędzia: Michał Zając |
|                   |                                              |        |                                                |                                                                      |

| 1 maja 2010 19.00 | Pogoń Szczecin · Marcin Klatt 35' (k) · Przemysław Pietruszka 69' | 2:01:0 | Stal Stalowa Wola | Stadion Miejski im. Floriana Krygiera Szczecin Widzów: 2,5 tys. Sędzia: Paweł Dreschel |
|                   |                                                                   |        |                   |                                                                                        |

| 1 maja 2010 19.00 | GKS Katowice | 0:0 | Wisła Płock | Stadion GKS Katowice Widzów: 2 tys. Sędzia: Tomasz Musiał |
|                   |              |     |             |                                                           |

| 1 maja 2010 19.10 | Widzew Łódź · Marcin Robak 23' (k), 38' | 2:22:1 | Podbeskidzie Bielsko-Biała · 12' Sylwester Patejuk · 54' Dariusz Kołodziej | Stadion im. Ludwika Sobolewskiego Łódź Widzów: 7 tys. Sędzia: Jacek Zygmunt |
|                   |                                         |        |                                                                            |                                                                             |

| 2 maja 2010 20.00 | Znicz Pruszków · Błażej Radler 50' · Tomasz Feliksiak 87' | 2:00:0 | Górnik Łęczna | Stadion MZOS Pruszków Widzów: 0,8 tys. Sędzia: Michał Mularczyk |
|                   |                                                           |        |               |                                                                 |

### 29. kolejka (7-8 maja)
| 7 maja 2010 17.00 | Warta Poznań · Szymon Kaźmierowski 25' | 1:31:2 | MKS Kluczbork · 27' Piotr Stawowy · 45', 47' Kamil Nitkiewicz | Stadion przy Drodze Dębińskiej Poznań Widzów: 0,3 tys. Sędzia: Erwin Paterek |
|                   |                                        |        |                                                               |                                                                              |

| 7 maja 2010 17.00 | Stal Stalowa Wola · Daniel Treściński 37' · Cezary Czpak 42' · Iwan Łytwyniuk 45' | 3:23:0 | Znicz Pruszków · 68', 90' Kamil Biliński | Stadion MOSiR Stalowa Wola Widzów: 0,6 tys. Sędzia: Tomasz Musiał |
|                   |                                                                                   |        |                                          |                                                                   |

| 7 maja 2010 19.45 | ŁKS Łódź · Piotr Madejski 47' · Janusz Wolański 88' | 2:20:1 | Pogoń Szczecin · 23' Piotr Petasz · 51' Krzysztof Hrymowicz | Stadion MOSiR Łódź Widzów: 3 tys. Sędzia: Wojciech Krztoń |
|                   |                                                     |        |                                                             |                                                           |

| 8 maja 2010 17.00 | Wisła Płock · Rafał Grzelak 79' | 1:00:0 | GKP Gorzów Wielkopolski | Stadion im. Kazimierza Górskiego Płock Widzów: 2 tys. Sędzia: Paweł Pskit |
|                   |                                 |        |                         |                                                                           |

| 8 maja 2010 17.00 | Dolcan Ząbki · Jakub Kabala 15' | 1:11:0 | Sandecja Nowy Sącz · 85' Rudolf Urban | Stadion Dolcanu Ząbki Widzów: 0,3 tys. Sędzia: Rafał Greń |
|                   |                                 |        |                                       |                                                           |

| 8 maja 2010 18.00 | KSZO Ostrowiec Świętokrzyski · Adam Cieśliński 5' | 1:0 | Podbeskidzie Bielsko-Biała | Miejski Stadion Sportowy „KSZO” Ostrowiec Świętokrzyski Widzów: 2 tys. Sędzia: Paweł Raczkowski |
|                   |                                                   |     |                            |                                                                                                 |

| 8 maja 2010 19.00 | GKS Katowice · Przemysław Żmuda 54' (o.g.) · Tomasz Hołota 67' | 2:00:0 | Motor Lublin | Stadion GKS Katowice Widzów: 2,5 tys. Sędzia: Piotr Wasielewski |
|                   |                                                                |        |              |                                                                 |

| 8 maja 2010 19.00 | Górnik Łęczna · Adam Danch 40' (o.g.) | 1:1 | Górnik Zabrze · 10' Grzegorz Bonin | Stadion Górnika Łęczna Widzów: 3 tys. Sędzia: Radosław Trochimiuk |
|                   |                                       |     |                                    |                                                                   |

| 8 maja 2010 19.10 | Widzew Łódź | 0:0 | Flota Świnoujście | Stadion im. Ludwika Sobolewskiego Łódź Widzów: 6,5 tys. Sędzia: Jarosław Chmiel |
|                   |             |     |                   |                                                                                 |

### 30. kolejka (15-16 maja)
| 15 maja 2010 17.00 | Motor Lublin | 0:20:0 | Górnik Łęczna · 61' (k) Rafał Niżnik · 66' Bartłomiej Niedziela | Stadion MOSiR Bystrzyca Lublin Widzów: 2,5 tys. Sędzia: Artur Radziszewski |
|                    |              |        |                                                                 |                                                                            |

| 15 maja 2010 17.00 | MKS Kluczbork · Tomasz Kazimierowicz 36' | 1:11:0 | Dolcan Ząbki · 59' Tomasz Kazimierowicz | Stadion Miejski Kluczbork Widzów: 1,5 tys. Sędzia: Michał Mularczyk |
|                    |                                          |        |                                         |                                                                     |

| 15 maja 2010 17.00 | GKP Gorzów Wielkopolski · Grzegorz Wan 48', 60' | 2:00:0 | GKS Katowice | Stadion OSiR Gorzów Wielkopolski Widzów: 1,5 tys. Sędzia: Tomasz Garbowski |
|                    |                                                 |        |              |                                                                            |

| 15 maja 2010 19.00 | Podbeskidzie Bielsko-Biała | 0:0 | Wisła Płock | Stadion Miejski Bielsko-Biała Widzów: 2 tys. Sędzia: Jacek Zygmunt |
|                    |                            |     |             |                                                                    |

| 15 maja 2010 20.00 | Pogoń Szczecin · Krzysztof Hrymowicz 50' | 0:0 | Warta Poznań · 85' Tomasz Magdziarz | Stadion Miejski im. Floriana Krygiera Szczecin Widzów: 1 tys. Sędzia: Marcin Słupiński |
|                    |                                          |     |                                     |                                                                                        |

| 16 maja 2010 12.00 | Znicz Pruszków | 0:10:0 | ŁKS Łódź · 81' Pavol Baláž | Stadion Znicza Pruszków Widzów: 0,6 tys. Sędzia: Paweł Dreschel |
|                    |                |        |                            |                                                                 |

| 16 maja 2010 17.00 | Flota Świnoujście · Sławomir Mazurkiewicz 63' · Damian Krajanowski 76' | 2:10:0 | KSZO Ostrowiec Świętokrzyski · 82' Jakub Kapsa | Stadion Miejski Świnoujście Widzów: 1 tys. Sędzia: Paweł Pskit |
|                    |                                                                        |        |                                                |                                                                |

| 16 maja 2010 18.05 | Sandecja Nowy Sącz · Dariusz Gawęcki 54' | 1:60:3 | Widzew Łódź · 10', 30' Darvydas Šernas · 33', 75' Piotr Grzelczak · 63' Krzysztof Ostrowski · 85' Przemysław Oziębała | Stadion im. Ojca Władysława Augustynka Nowy Sącz Widzów: 6,5 tys. Sędzia: Mariusz Złotek |
|                    |                                          |        | |                                                                                          |

| 16 maja 2010 20.30 | Górnik Zabrze · Przemysław Pitry 42' · Adrian Świątek 52' · Marcin Wodecki 54' | 3:01:0 | Stal Stalowa Wola | Stadion im. Ernesta Pohla Zabrze Widzów: 6 tys. Sędzia: Grzegorz Stęchły |
|                    |                                                                                |        |                   |                                                                          |

### 31. kolejka (21-22 maja)
| 21 maja 2010 19.00 | ŁKS Łódź · Piotr Madejski 78' | 1:40:1 | Górnik Zabrze · 41' Tomasz Zahorski · 60', 80' Adrian Świątek · 86' Paweł Strąk | Stadion MOSiR Łódź Widzów: 4,5 tys. Sędzia: Marek Karkut |
|                    |                               |        |                                                                                 |                                                          |

| 22 maja 2010 15.00 | Widzew Łódź · Marcin Robak 71' · Przemysław Oziębała 73' · Darvydas Šernas 90' | 3:20:2 | MKS Kluczbork · 25' Waldemar Sobota · 43' Michał Glanowski | Stadion im. Ludwika Sobolewskiego Łódź Widzów: 6,5 tys. Sędzia: Marcin Roguski |
|                    |                                                                                |        |                                                            |                                                                                |

| 22 maja 2010 17.00 | GKP Gorzów Wielkopolski · Adrian Łuszkiewicz 30' · Emil Drozdowicz 37' | 2:2 | Motor Lublin · 3' Rafał Król · 28' Marcin Popławski | Stadion OSiR Gorzów Wielkopolski Widzów: 1,2 tys. Sędzia: Marcin Słupiński |
|                    |                                                                        |     |                                                     |                                                                            |

| 22 maja 2010 17.00 | Wisła Płock · Tomasz Grudzień 26' · Marcin Pacan 32' | 2:12:0 | Flota Świnoujście · 59' Damian Krajanowski | Stadion im. Kazimierza Górskiego Płock Widzów: 2 tys. Sędzia: Michał Zając |
|                    |                                                      |        |                                            |                                                                            |

| 22 maja 2010 17.00 | Warta Poznań · Piotr Reiss 38' · Tomasz Bekas 45' | 2:32:2 | Znicz Pruszków · 5' Jacek Falkowski · 45' (k), 85' Tomasz Chałas | Stadion przy Drodze Dębińskiej Poznań Widzów: 0,3 tys. Sędzia: Michał Mularczyk |
|                    |                                                   |        |                                                                  |                                                                                 |

| 22 maja 2010 17.00 | Stal Stalowa Wola · Piotr Szymiczek 90' | 1:30:1 | Górnik Łęczna · 26' Sławomir Nazaruk · 58' Dawid Sołdecki · 75' Janusz Surdykowski | Stadion MOSiR Stalowa Wola Widzów: 0,8 tys. Sędzia: Jarosław Chmiel |
|                    |                                         |        |                                                                                    |                                                                     |

| 22 maja 2010 18.00 | KSZO Ostrowiec Świętokrzyski · Adam Cieśliński 49' (k) · Jakub Cieciura 53' · Marcin Folc 57' | 3:10:0 | Sandecja Nowy Sącz · 77' Arkadiusz Aleksander | Miejski Stadion Sportowy „KSZO” Ostrowiec Świętokrzyski Widzów: 1 tys. Sędzia: Piotr Wasielewski |
|                    |                                                                                               |        |                                               |                                                                                                  |

| 22 maja 2010 19.00 | GKS Katowice | 0:1 | Podbeskidzie Bielsko-Biała · 35' Ndabenkulu Ncube | Stadion GKS Katowice Widzów: 2 tys. Sędzia: Rafał Greń |
|                    |              |     |                                                   |                                                        |

| 29 maja 2010 14.00 | Dolcan Ząbki · Marcin Korkuć 76' | 1:10:1 | Pogoń Szczecin · 7' Marcin Bojarski | Stadion Dolcanu Ząbki Widzów: 0,8 tys. Sędzia: Erwin Paterek |
|                    |                                  |        |                                     |                                                              |

### 32. kolejka (26 maja)
| 26 maja 2010 17.00 | Motor Lublin | 0:20:1 | Stal Stalowa Wola · 24' Kamil Gęśla · 59' Cezary Czpak | Stadion MOSiR Bystrzyca Lublin Widzów: 1 tys. Sędzia: Wojciech Krztoń |
|                    |              |        |                                                        |                                                                       |

| 26 maja 2010 17.00 | Sandecja Nowy Sącz · Marcin Stefanik 55', 90' | 2:20:2 | Wisła Płock · 11' Tomasz Grudzień · 40' Marcin Nowacki | Stadion im. Ojca Władysława Augustynka Nowy Sącz Widzów: 1,5 tys. Sędzia: Włodzimierz Bartos |
|                    |                                               |        |                                                        |                                                                                              |

| 26 maja 2010 17.00 | Flota Świnoujście · Charles Uchenna Nwaogu 26' | 1:0 | GKS Katowice | Stadion Miejski Świnoujście Widzów: 1468 Sędzia: Adam Lyczmański |
|                    |                                                |     |              |                                                                  |

| 26 maja 2010 17.30 | MKS Kluczbork · Arkadiusz Półchłopek 35' · Waldemar Sobota 68' | 2:11:0 | KSZO Ostrowiec Świętokrzyski · 60' Adam Cieśliński | Stadion Miejski Kluczbork Widzów: 1 tys. Sędzia: Paweł Raczkowski |
|                    |                                                                |        |                                                    |                                                                   |

| 26 maja 2010 18.00 | Górnik Zabrze · Tomasz Zahorski 31', 65' | 2:31:2 | Warta Poznań · 5', 43' Piotr Reiss · 73' Szymon Kaźmierowski | Stadion im. Ernesta Pohla Zabrze Widzów: 9 tys. Sędzia: Paweł Pskit |
|                    |                                          |        |                                                              |                                                                     |

| 26 maja 2010 18.00 | Znicz Pruszków | 0:1 | Dolcan Ząbki · 27' Andrzej Stretowicz | Stadion Znicza Pruszków Widzów: 0,7 tys. Sędzia: Jarosław Chmiel |
|                    |                |     |                                       |                                                                  |

| 26 maja 2010 19.00 | Górnik Łęczna · Veljko Nikitović 84' | 1:00:0 | ŁKS Łódź | Stadion Miejski Łęczna Widzów: 1,5 tys. Sędzia: Tomasz Garbowski |
|                    |                                      |        |          |                                                                  |

| 26 maja 2010 19.00 | Podbeskidzie Bielsko-Biała | 0:0 | GKP Gorzów Wielkopolski | Stadion Miejski Bielsko-Biała Widzów: 1 tys. Sędzia: Jacek Walczyński |
|                    |                            |     |                         |                                                                       |

| 26 maja 2010 20.10 | Widzew Łódź · Piotr Grzelczak 41' · Marcin Robak 61' | 2:11:0 | Pogoń Szczecin · 88' Olgierd Moskalewicz | Stadion im. Ludwika Sobolewskiego Łódź Widzów: 6 tys. Sędzia: Radosław Trochimiuk |
|                    |                                                      |        |                                          |                                                                                   |

### 33. kolejka (1 czerwca)
| 1 czerwca 2010 17.00 | Znicz Pruszków · Marcin Rackiewicz 21' | 1:0 | Widzew Łódź | Stadion Znicza Pruszków Widzów: 0,6 tys. Sędzia: Tomasz Musiał |
|                      |                                        |     |             |                                                                |

| 1 czerwca 2010 17.00 | Podbeskidzie Bielsko-Biała | 0:0 | Motor Lublin | Stadion Miejski Bielsko-Biała Widzów: 2 tys. Sędzia: Jacek Zygmunt |
|                      |                            |     |              |                                                                    |

| 1 czerwca 2010 17.00 | GKP Gorzów Wielkopolski · Michał Ilków-Gołąb 48' | 1:10:0 | Flota Świnoujście · 77' Grzegorz Skwara | Stadion OSiR Gorzów Wielkopolski Widzów: 2 tys. Sędzia: Paweł Dreschel |
|                      |                                                  |        |                                         |                                                                        |

| 1 czerwca 2010 17.00 | GKS Katowice | 0:10:0 | Sandecja Nowy Sącz · 85' Maciej Bębenek | Stadion GKS Katowice Widzów: 3 tys. Sędzia: Piotr Wasielewski |
|                      |              |        |                                         |                                                               |

| 1 czerwca 2010 17.00 | Wisła Płock | 0:40:2 | MKS Kluczbork · 32' Kamil Nitkiewicz · 40', 51' Rafał Wodniok · 89' Waldemar Sobota | Stadion im. Kazimierza Górskiego Płock Widzów: 3 tys. Sędzia: Wojciech Krztoń |
|                      |             |        |                                                                                     |                                                                               |

| 1 czerwca 2010 17.00 | KSZO Ostrowiec Świętokrzyski | 0:1 | Pogoń Szczecin · 13' Przemysław Pietruszka | Miejski Stadion Sportowy „KSZO” Ostrowiec Świętokrzyski Widzów: 1 tys. Sędzia: Tomasz Wajda |
|                      |                              |     |                                            |                                                                                             |

| 1 czerwca 2010 17.00 | Dolcan Ząbki | 0:10:0 | Górnik Zabrze · 78' Tomasz Zahorski | Stadion Dolcanu Ząbki Widzów: 1,5 tys. Sędzia: Hubert Siejewicz |
|                      |              |        |                                     |                                                                 |

| 1 czerwca 2010 17.00 | Warta Poznań · Maciej Wichtowski 87' | 1:10:1 | Górnik Łęczna · 5' Janusz Surdykowski | Stadion przy Drodze Dębińskiej Poznań Widzów: 0,5 tys. Sędzia: Marek Karkut |
|                      |                                      |        |                                       |                                                                             |

| 1 czerwca 2010 17.00 | ŁKS Łódź · Łukasz Gikiewicz 22' · Mariusz Mowlik 84' | 2:11:0 | Stal Stalowa Wola · 90' Piotr Szymiczek | Stadion MOSiR Łódź Widzów: 2,5 tys. Sędzia: Jacek Walczyński |
|                      |                                                      |        |                                         |                                                              |

### 34. kolejka (5 czerwca)
| 5 czerwca 2010 17.00 | Widzew Łódź · Piotr Kuklis 29' · Darvydas Šernas 39' · Marcin Robak 58' | 3:02:0 | Górnik Zabrze | Stadion im. Ludwika Sobolewskiego Łódź Widzów: 9,7 tys. Sędzia: Paweł Gil |
|                      |                                                                         |        |               |                                                                           |

| 5 czerwca 2010 17.00 | Motor Lublin | 0:3 | ŁKS Łódź · 2' Mariusz Mowlik · 26' Łukasz Gikiewicz · 40' Szymon Salski | Stadion MOSiR Bystrzyca Lublin Widzów: 1 tys. Sędzia: Wojciech Krztoń |
|                      |              |     |                                                                         |                                                                       |

| 5 czerwca 2010 17.00 | Stal Stalowa Wola · Piotr Szymiczek 79' | 1:00:0 | Warta Poznań | Stadion MOSiR Stalowa Wola Widzów: 0,5 tys. Sędzia: Marcin Słupiński |
|                      |                                         |        |              |                                                                      |

| 5 czerwca 2010 17.00 | Górnik Łęczna · Grzegorz Szymanek 20' | 1:11:0 | Dolcan Ząbki · 63' Michał Zapaśnik | Stadion Miejski Łęczna Widzów: 1,5 tys. Sędzia: Rafał Greń |
|                      |                                       |        |                                    |                                                            |

| 5 czerwca 2010 17.00 | Znicz Pruszków · Tomasz Feliksiak 60' (k), 73' (k) · Kacper Tatara 78' | 3:20:2 | KSZO Ostrowiec Świętokrzyski · 2', 4' (k) Adam Cieśliński | Stadion Znicza Pruszków Widzów: 0,5 tys. Sędzia: Mariusz Złotek |
|                      |                                                                        |        |                                                           |                                                                 |

| 5 czerwca 2010 17.00 | Pogoń Szczecin · Marcin Nowak 19' · Olgierd Moskalewicz 37' · Piotr Petasz 83' | 3:31:2 | Wisła Płock · 4' Bartłomiej Sielewski · 27' Bartosz Wiśniewski · 76' Artur Wyczałkowski | Stadion Miejski im. Floriana Krygiera Szczecin Widzów: 1,4 tys. Sędzia: Mariusz Trofimiec |
|                      |                                                                                |        |                                                                                         |                                                                                           |

| 5 czerwca 2010 17.00 | MKS Kluczbork · Waldemar Sobota 30' · Rafał Niziołek 43' · Michał Glanowski 56' | 3:02:0 | GKS Katowice | Stadion Miejski Kluczbork Widzów: 1,5 tys. Sędzia: Tomasz Musiał |
|                      |                                                                                 |        |              |                                                                  |

| 5 czerwca 2010 17.00 | Flota Świnoujście | 0:30:1 | Podbeskidzie Bielsko-Biała · 18', 64' Sylwester Patejuk · 59' Tomasz Górkiewicz | Stadion Miejski Świnoujście Widzów: 0,6 tys. Sędzia: Tomasz Garbowski |
|                      |                   |        |                                                                                 |                                                                       |

| 9 czerwca 2010 17.00 | Sandecja Nowy Sącz · Maciej Bębenek 55' · Michał Jonczyk 66' | 2:10:0 | GKP Gorzów Wielkopolski · 70' Mateusz Piątkowski | Stadion im. Ojca Władysława Augustynka Nowy Sącz Widzów: 2,5 tys. Sędzia: Jarosław Chmiel |
|                      |                                                              |        |                                                  |                                                                                           |